# WORST男兒當隻揪
《WORST男兒當隻揪》（日语：WORST）是高橋弘的日本漫畫作品，相關系列作品包括電影原創的前傳系列《CROWS ZERO》、原作本傳《CROWS》、續作《WORST極惡王》和外傳《初代武裝戰線》，第一部1至10集、第二、三部已完結，本系列作已改編為不同遊戲作品。此外，與《HiGH&LOW 熱血街頭》系列為共同世界。

## 關於譯名
WORST在中國大陸和臺灣一般翻譯为“极恶王”，香港天下出版公司授權出版時採用當地口語譯名為《男兒當隻揪》，“隻揪”意為“單挑”，“幹架”。而前作《Crows》在台灣翻譯為《漂丿男子漢》，漂丿是台語（常指流氓）瀟灑浪蕩不羈的意思，但台灣只獲得授權出版WORST極惡王、漂丿男子漢ZERO和外傳林田傳說。

## 故事簡介
月島花由圈外到鈴蘭讀高中，住在梅星一家，而且結識了一班出生入死的朋友。上課第一天放學，便參加了鈴蘭的一年戰爭並成為了冠軍，揚言要成為鈴蘭第一個番長。

## 各大勢力

### 第一部
鈴蘭高中
別名烏鴉學校，主人公·月島花所就讀的高中，由哲頓等人帶領後，就慢慢交棒給阿花，並且傳承坊屋春道的皮帶，是四個最大勢力之冠。
鳳仙學園
又稱金王帝國，是金王一手築起，一有事情就能立刻化為一塊岩石的軍團。後由月光兄弟承接，四個最大勢力之一。
黑焚連合
總長·中島信助。集合多間高中的四大勢力之一，後因為總長引退，而令勢力慢慢分散，成動亂時代開始的原因。
武裝戰線
暴走族，實力雄厚。人數不多，但每個成員都是有骨氣的硬漢。每代頭目都十分有人情味及義氣，只要承諾了便一定會辦妥，四大勢力之一。
錢屋一家
大阪道上有名的黑幫，副總長是樋渡敬，下有五個支部，分別是：菊谷支部長：菊谷修次、八代、鶴岡、本多、矢澤。雖是黑幫，但很有原則，嚴禁成員接觸或販賣毒品，違者會遭到放逐。
漆黑之蠍
由街頭混混與失學少年組成的團體，喜歡胡作非為，專幹其他街頭混混不恥的混事，完全沒有遵守混混的「規則」，最愛搞偷襲、圍毆，想在最後做點出位的事。

### 第二部
鈴蘭高中
有著史上最強[男人]「花木九里虎」以及花組的「月島花」這些大名貫耳的猛者們帶領的最強鈴蘭高中。
鳳仙學園
繼承了金王的遺志，以月光兄弟中的「月本光政」為中心，再度以恢復最強軍團為目標的鳳仙學園。
漆黑之蠍
從爆裂帝亞分裂出來的新興暴走族，被鳳仙和鈴蘭打敗的途眾令其復活，吸收危險的國中生當成員，由天地壽操縱。
天地軍團
天地壽自從敗於月島花後，轉到成立不久的龍膽高中重整旗鼓，以龍膽高中為中心，慢慢併吞附近的高中，並逐個將舊黑焚連合的勢力收於旗下。
武裝戰線
曾加盟休戰協定的勢力之一。第五代·武田好誠因病傳位第六代·河內鐵生，後鐵生因車禍去世傳位給第七代·村田將五，因為每個頭兒都有著領導和教導後輩的性格，令武裝戰線一代比一代強，其中尤以第七代為最。
慙愧之虎
曾加盟休戰協定的勢力之一。從爆裂帝亞分裂出來的新興暴走族，第一代頭目為·晴本茂雄，副頭為·本間義勝。晴本與已逝的武裝六代頭目·河內鐵生關係匪淺，後接受第七代副頭·藤代拓海的請求，介入武裝與梟的抗爭當仲介人，阻止雙方爆發更激烈的流血衝突。
百鬼
曾加盟休戰協定的勢力之一。自前代總長·山內太一郎退位後，由和田正義與仙波爭奪總長之位。曾在蠍子的刻意操縱下與慚愧之虎爆發激烈衝突，後山內私下拜託鐵生出面阻止抗爭。在武裝的調查下，百鬼與慚愧之虎雙方得知這場衝突為蠍子的陰謀後，這場戰爭才得以和平落幕。
狂屋
曾加盟休戰協定的勢力之一。四代總長·石河高史引退，第五代由櫻井肇繼任。武裝七代頭目·村田將五曾將狂屋的幹部·寺門打個半死，這場事件雖然和平解決，但此次事件也成了五國休戰協定解除的因素之一。
屍
曾加盟休戰協定的勢力之一。自從和別縣團體扯上關係後，其內部抗爭益加激烈化。
黃泉之梟
拒絕加入休戰協定的團體。從爆裂帝亞分裂出來的新興暴走族，前任頭目·井上引退後，由平野國正繼任，其想出風頭的心思被操縱漆黑之蠍的箕月邦彥所察覺，便利用黃泉之梟去對付武裝戰線。後在慚愧之虎的介入下，雙方達成停戰協議。

### 第三部
E.M.O.D
Evil Moth Of Dead，呼喚死亡的邪惡之蛾。由頭目前川宗春帶領的隊伍，是安生市勢力最大的不良集團，跟武裝戰線一樣，每個成員都是真男人。
雙頭龍
安生市的不良集團之一，人數約莫在80人左右。在與E.M.O.D抗爭時，人數更是高達百人，卻還是敗給團結力極強的E.M.O.D。

## 登場人物

### 鈴蘭男子高等學校
鈴蘭高中，別稱：烏鴉學校，是所最差、最爛的不良學校。這所學校的學生幾乎都是不良少年，整天就會打架鬧事。在這所學校中，有很多不成文的規定與傳統，像是所謂的「一年級戰爭」。剛入學的一年級新生中的強者會有一場大戰，用來決定那一屆的「最強」是誰，但其中不服「最強」的人還是大有人在，而只要你有實力、有人望、有聲望，就可以自組派閥，舉起派閥的旗子。

#### 第二十屆
大島永三
西中等學校出身。創立武裝戰線四人之一。被譽為當代最不想招惹人物之一。
宮木賢吾
第二梯加入初代武裝戰線。
小澤伸吉
第二梯加入初代武裝戰線。

#### 第二十一屆
川西　昇
鈴蘭最大勢力，軍團人數約80人，三年級與鳳仙學園大戰中，殺死美藤真喜雄，被送進少年感化院，關2年出來後在遭到鳴海大我圍剿，因芹澤多摩雄出面才平息此事。後又因槍擊瀧谷英雄，遭劉生會追殺，因片桐拳出面制止，避免一錯再錯，加上瀧谷英雄的原諒，之後跟隨片桐拳到漁港生活。
仲井
鈴蘭第二大勢力，軍團人數約60人。三年級與鳳仙學園大戰中，肺部被桶過不久後死亡。

#### 第二十二屆
桂木 源次郎
據說超強！！西中等學校出生，大島永三的後輩，與大島永三熟識。很受學弟們的尊敬。畢業後，在天山建設公司工作。石川政雄是其表弟。
ＰＳ：香煙都抽伸手牌

#### 第二十三屆
瀧谷源治
三年級轉入鈴蘭高中，擊敗田村忠太成為Ｅ班老大。創建聯軍「G.P.S」，成員人數約70人，並擊敗芹澤多摩雄100人的軍團，成為三年級的老大。與九能龍信有一面之緣。（父親是劉生會，瀧谷組的組長：瀧谷英雄）
主要戰績
VS田村忠太-勝 
VS芹澤多摩雄-勝
VS林田 惠-多次皆敗
VS鳳仙老大鳴海大我-勝 
VS杉原 誠-勝
伊崎　舜
海老塚中等學校出身,人稱金狼。有著「海老塚最強男人」的稱號,隸屬G.P.S，三年Ｄ班的老大，曾對上芹澤多摩雄一次戰敗，是個實力與頭腦皆兼備的領導者，也是個很瘋狂的男人。GPS的第二號人物。
牧瀨隆史
隸屬GPS，Ｃ班的老大，挑戰芹澤多摩雄多次皆敗。是條硬漢，擁有自己的兵力「猩猩軍團」，人數約30人。對女人完全沒輒。G.P.S的第三號人物。
田村忠太
悍馬中等學校出身。隸屬G.P.S，Ｅ班的老二。對瀧谷源治非常忠心。G.P.S的第四號人物。
三上兄弟
隸屬G.P.S，兄三上學與弟三上豪是Ｂ班的老大，被芹澤多摩雄擊敗後，加入芹澤軍團，是芹澤軍團的幹部。後來因為頂點的戰爭輸了，而加入G.P.S。
孝太
隸屬G.P.S，Ｅ班的老三。被戶梶勇次找人襲擊。
芹澤多摩雄
芹澤軍團的首領，Ａ班的老大，是個窮學生，但擁有超強打架實力！！未被瀧谷源治擊敗前，被認為是最接近鈴蘭之頂的男人，有著「百獸之王」的稱號。
主要戰績
VS牧瀨隆史-多次皆勝 
VS林田 惠-敗 
VS三上兄弟-勝 
VS瀧谷源治-敗
VS鳳仙NO.2漆原凌-勝
辰川時生
隸屬芹澤軍團，Ａ班的老二，中學時期與瀧谷源治是好朋友，現是芹澤的死黨，芹澤軍團的第二號人物（父親是辰川集團董事長）
戶梶勇次
隸屬芹澤軍團，一年級二年級與芹澤多摩雄是敵對狀態，非常詭計多端，挑戰芹澤多摩雄多次皆敗。Ａ班的老三，現是芹澤軍團的軍師。與伊崎　舜本是死對頭，後因攻打鳳仙而團結。
德井
隸屬芹澤軍團，Ａ班的老四，戶梶勇次找其帶一幫人襲擊孝太及Ｅ班的其他３人。

#### 第二十三屆中等學校時期分佈
中央地區
代表人物：京華中等學校的牧瀨隆史（畢業後進鈴蘭男子高等學校）
南地區
代表人物：司馬中等學校的三上兄弟（畢業後進鈴蘭男子高等學校）
東地區
代表人物：加地屋中等學校的芹澤多摩雄（畢業後進鈴蘭男子高等學校）
北地區
代表人物：海老塚中等學校的伊崎 瞬。（畢業後進鈴蘭男子高等學校）
北西地區
代表人物：第四中等學校的戶梶勇次（畢業後進鈴蘭男子高等學校）
西地區
代表人物：悍馬中等學校的田村忠太（畢業後進鈴蘭男子高等學校）

#### 第二十四屆
阪東秀人
原是第三代武裝戰線四天王之首。二年級轉入鈴蘭組成「阪東一派」人數約40人。（三年級剛開學時有被停學一段時間）三年級人數更多達120人，之後被春道擊敗。畢業後和桐島在東京組成搖滾樂團。(該樂團在QP痞子勇士有提到)
千田直紀
隸屬「阪東一派」。二年級轉入鈴蘭，阪東的左右手。在三年級時，被坊屋春道一拳擊倒，事後並向山崎達也告知坊屋春道的可怕。最後退學當業務員。
山崎達也
隸屬「阪東一派」。二年級轉入鈴蘭，阪東的左右手。在三年級時，被坊屋春道一拳擊倒。最後退學。
林田　惠
通稱「林達曼」。「戶亞留市史上最強的人」，不屬於哪一派閥，保持中立。畢業後到日本各地旅遊。
主要戰績
VS芹澤多摩雄-勝 
VS瀧谷源治-多次皆勝 
VS海老塚三人組-勝 
VS鏑木旋風雄-勝 
VS坊屋春道-一和一勝 
筒本將治
隸屬芹澤軍團，芹澤多摩雄中學時期的後輩，中學時得過全日本中學柔道冠軍。Ｅ班的老大。一年級時，被戶梶勇次找一幫人將其打到送醫院。現是芹澤軍團的幹部。
鷲尾鄉太
原是鈴蘭學生，二年級上學期找來亞久津太等人，要制霸鈴蘭，去找芹澤多摩雄挑戰，被擊敗。辰川時生建議其先制霸２年級再來挑戰，之後就被阪東秀人找上，並狠狠修理一頓。二年級下學期轉去當鳳仙的學生了，不僅沒被剃光頭，還燒了鈴蘭的體育館，還想重演刺殺的戲碼刺殺瀧谷源治，瀧谷源治擊敗鳳仙後，又轉回鈴蘭。

#### 第二十四屆升三年級剛開學時期
鏑木旋風雄
原為焚八商業老大，於三年級轉入鈴蘭。鈴蘭NO.5，加賀美遼平與小岐須健皆認爲其比強羅徹還強。
主要戰績
VS焚八頂點焚八四天王-勝 【瞬秒三天王，僅僅擦傷戰勝第四天王成為焚八頂點，因打架事件被迫轉校鈴蘭高校】
VS五島劣闘的輪島-勝 【秒殺 入學鈴蘭第一天在全校300名學生面前一拳打飛輪島，一拳下去一口好牙都沒了。】
VS七森工業的轉校生山下甲兵-勝 【秒殺 一記側鞭腿將山下踢入池中。】
VS持刀輪島-勝 【秒殺 快速躲過刀子，一拳直擊輪島的人中，直接昏迷】
VS黑咲工業老大柴田浩樹-勝 【在讓柴田連續7次重拳全部擊中臉部后，一記重拳將柴田打飛許多米遠致使柴田短暫昏迷，然後準備開始第二回合時警察來了終止了單挑。這一戰被觀戰者鈴蘭第23屆畢業生牧瀨隆史評價為：鏑木旋風雄是和瀧谷源治，芹澤多摩雄一個級別的人物 強的太離譜。】
VS丸山健一-勝 【秒殺 一拳打飛10多米遠，直接昏迷。】
VS鈴蘭史上最凶一年級生加賀美遼平-勝 【雙方互有攻守，通過回憶殺二人都克服了兒時留下的陰影，最後輕傷將加賀美擊倒在地。】
VS戶亞留市史上最強的男人林田 惠-敗
強羅徹
最大派閥，強羅一派老大。通稱冷酷戰士，最接近頂點的人。開學時擊敗高木哲次。
高木哲次
鈴蘭NO.2。
寺島總司
強羅一派支系五島劣鬥老大。鈴蘭NO.3
本多保
強羅一派NO.2。鈴蘭NO.4
山下甲兵
通稱黑色炸彈。原七森工業老大，三年級轉入鈴蘭。擊敗平修二。鈴蘭NO.6
平修二
E班老大，鈴蘭NO.7
小岐須健
最小派閥小岐須派老大。一年級和三年級混戰中擊敗武知望。鈴蘭NO.8
桃
隸屬小岐須派
五郎
隸屬小岐須派
輪島
強羅一派支系五島劣鬥幹部。

#### 第二十四屆林田惠中等學校時期
元藤原中等學校
岡倉智永
因哥哥是黑幫組織成員，所以二年級就成為元藤原中等學校的老大。因惹上林田　惠被打到住院。出院後，一直想找林田　惠報仇。
林田　惠
通稱「林達曼」。二班的，「元藤原史上最強的人」。因打傷倉岡智永，被抓進少年管制所。
吉留圭一
非元藤原中等學校學生，但與岡倉智永是朋友。與林田　惠一起在米米亭打工。

#### 第二十五屆
坊屋春道
戶亞留市四天王之首。桔梗中等學校出身。二年級轉入鈴蘭，一個人就瓦解阪東派１２０人大軍。被稱作「春道一家」的頭頭，卻沒有當頭頭的自覺，也常常記不住別人的名子。經常一副吊而啷噹的樣子，不受拘束。最大的嗜好是打架鬧事。最後將自己的皮帶扣給花澤三郎，他的名字也在這之後成為傳說。
主要戰績
VS桐島廣見-勝
VS亞久津太等6人-勝
VS杉原 誠-勝 
VS阪東一派NO.2千田直紀-勝
VS阪東一派NO.2山崎達也-勝
VS阪東秀人-勝 
VS第三代武裝戰線四天王之一水戶靖之-勝 
VS九能龍信-兩勝
VS美藤龍也-勝
VS戶亞留市史上最強的男人林田惠-一和一敗
VS花澤三郎-勝
VS縣南五人組之一木島好一-勝
VS真弓鐵次-勝
VS中島信助-勝
VS九頭神龍男-勝
桐島廣見
海老塚中等學校出身。人稱瘋狗"海老塚三人組之一"，伊崎　舜的後輩。Ｆ班的老大，一年級戰爭的霸者。二年級開學時已是鈴蘭NO.9。被坊屋春道打敗。支持春道一家，個性衝動卻又能冷靜思考的人。加東秀吉向其挑戰，其將加東秀吉擊敗。畢業後打算到東京和阪東組搖滾樂團。
杉原　誠
海老塚中等學校出身。"海老塚三人組之一"，伊崎　舜的後輩。Ｆ班的老大，一年級戰爭的霸者。一年級時被瀧谷源治打敗。二年級開學時已是鈴蘭NO.9。被坊屋春道打敗。支持春道一家，沉默寡言。美藤秀幸向其挑戰，其將美藤秀幸擊敗。三年級時退學去當木工師。
本城俊明
海老塚中等學校出身。"海老塚三人組之一"，伊崎　舜的後輩。Ｆ班的老大，一年級戰爭的霸者。二年級開學時已是鈴蘭NO.9。支持春道一家，成天帶著口罩。個性衝動好打架。岩城軍司向其挑戰，其將加岩城軍司擊敗。畢業後到摩托車店工作。
亞久津太
一年級戰爭中自己跌倒昏倒，之後又被伊崎　舜幹掉。原本是「阪東一派」的成員，之後轉入「春道一家」。
古池正雄
Ａ班的。以聯考第一名之姿進鈴蘭高等學校，並在一年級入學典禮上致詞。
池田
岩間

#### 第二十六屆
安田泰男
春道的乾弟，「春道一派」的NO.2。不擅長打架。小學五年級時，曾見過高等學校一年級的大島永三一面。
佐川　進
原本是武裝戰線的成員，之後轉入鈴蘭。隸屬「春道一派」。
崛田
當屆的霸者，卻被一年級時的花澤三郎給幹掉。

#### 第二十六屆一年級剛開學時
加賀美遼平
一年級爭霸賽擊敗武知望。一年級的霸者。父親為大津共榮興業大津組的前組長。
武知望
一年級的NO.2。畢業於北中等學校，曾是北中老大。

#### 第二十七屆
花澤三郎
戶亞留市新四天王之首。桔梗中等學校出身中等學校一年級時，毆打體育老師而在校出名。坊屋春道的後輩，外號「哲頓」一年級戰爭的霸者，向坊屋春道挑戰，被一拳擊倒，嚐到人生第一次敗北。與蛇頭組織本隊幹部之首真弓鐵次幹架，嚐到第二次敗北。與初代萬侍帝國副總長九頭神龍男對幹，嚐到第三次敗北。打架實力強悍，是一匹狼的類型，沒有設立派閥，大多時候都一個人行動。曾是鈴蘭最強的，不過卻敗給低一屆的花木九里虎，嚐到人生第四次也是最後一次敗北。畢業後想成為高中老師，然後再回鈴蘭教書，不過在米崎的提醒下，正努力補習好考上大學。畢業前夕，將坊屋春道給自己的皮帶扣給花木九里虎。之後連２年落榜，第三年通過大學應試選拔測驗，正在應對東北的大學應試，並說已經找到感覺。終於朝目標邁出第一步。並且為了鍛鍊已遲鈍的身體，每天在進行體能訓練，在某日的訓練途中，經過自己高等學校時代曾一躍而下的街區地段，那日他再度嘗試，結果腳骨折。
加東秀吉
京華中等學校出身，在初中二年級就當上京華中等學校的老大，並迅速支配整個中央地區的中等學校，原想連東　北　北西　南及西地區的中等學校都支配，首先從西地區學校開始下手，就遇到番場中等學校的中島　信助，所以統治中等學校的計畫就破滅了。通稱「狂犬」Ｂ班的老大，之後與花澤三郎進行決戰敗北。一年級戰爭結束後，向桐島廣見挑戰，但敗北。雖是「秀吉一派」的頭頭，但卻有實力沒人望，是第二大派閥。雖然打架很強，不過其從小就一直是「敗北的歷史」，只挑戰比自己強的強者。脾氣狂傲率性，與小林政成從小就是朋友，畢業後與其離開了東京。
岩城軍司
與中島信助同所小學校。海老塚中等學校出身。海老塚三人組的後輩，因崇拜海老塚三人組，努力奪得海老塚中老大的位子，海老塚三人組畢業後打架一次也沒輸過，並成為北地區中等學校最強的初中生。後進鈴蘭高中就讀，成為E班的老大。一年級戰爭時，看到加東秀吉的強悍主動認輸，結束後，向本城俊明挑戰，但敗北。是「岩城一派」的頭頭，在鈴蘭較有人望，可惜聲望不足，是第一大派閥。個性沉穩、不容易動怒，是個值得信賴的硬漢。因為家裡是做水泥的，所以畢業後還是留在東京。
米崎隆幸
井田中等學校出身。通稱「米崎」。Ｂ班的ＮＯ.2，一年級戰爭中敗給加東秀吉。與花澤一樣，是個獨來獨往的獨行俠，大多一個人行動。話不多，但一開口就是重點。應前輩之邀，畢業後離開東京前往六本木的某間酒吧學習本事。
小林政成
京華中等學校出身。通稱「馬沙」。是「秀吉一派」的NO.2，加東秀吉的左右手，兩人從小感情就很好，幾乎可以說是形影不離，畢業後與其離開了東京。
柿本
第五中等學校出身。Ｃ班的ＮＯ.２，一年級戰爭中敗給米崎隆幸。
森田
Ａ班的老大，一年級戰爭中敗給加東秀吉。
竹內
D班的老大，一年級戰爭中敗給岩城軍司。
有働保則
第五中等學校出身。Ｃ班的老大，為了成為一年級的老大，找來森田　竹內　田島等三人助陣，並襲擊岩城軍司，之後被加東秀吉一人給擊敗。
相川浩二
玉山中等學校出身。Ｆ班的老大，一年級戰爭中鼻骨遭花澤三郎打斷敗北。
田島
E班的ＮＯ.２，一年級戰爭時被花澤三郎打敗。
高見澤
B班的。二年級時，與另一名同年級生對河內鐵生初中二年級的妹妹性騷擾，最後另一名同年級生被花澤三郎一腳踢倒，而高見澤則被河內鐵生痛毆。
野間大悟
有兩個小弟分別是伊東和川屐。與鳳仙的山口　甫野　桑原大打出手。
白井
因自以為是，口出狂言，講大話，言而無信，所以被花澤三郎一腳踹飛，至那之後消失一陣子。在畢業前夕，到處招兵買馬，又揚言要在畢業典禮當天幹掉花澤三郎。最後招集１０個人持鐵棒，在神社準備襲擊花澤三郎，但最後被加東秀吉　岩城軍司　米崎隆幸　小林政成幹掉。

#### 第二十七屆中等學校時期分佈
東地區
最廣闊的地區，各學校年年征戰，但到現在也無法形成統一。
代表人物：井田中等學校的米崎隆幸。第五中等學校的有働保則。（畢業後皆進鈴蘭男子高等學校）加地屋中等學校的武田好誠（畢業後進武裝戰線）
北地區
代表人物：海老塚中等學校的岩城軍司。（畢業後進鈴蘭男子高等學校）
北西地區
代表人物：第四中等學校的中原。（畢業後不知道進哪所高等學校）
南地區
代表人物：司馬中等學校的重正。（畢業後沒進高等學校）
中央地區
代表人物：京華中等學校的加東秀吉。（畢業後進鈴蘭男子高等學校）
西地區
代表人物：番場中等學校的中島信助。（畢業後進河田第二高等學校）

#### 第二十八屆
花木九里虎
Ｃ班老大。擁有戶亞留市「大魔王」稱號，戰鬥力是在鈴蘭最頂端的強者！從外地九州來的。有八個女朋友，超喜歡女人。手機是他的大忌！只要對他的手機「出手」他就會抓狂，不分敵我的無差別攻擊。雖然擁有最強的稱號，但很討厭打架，或者說很討厭麻煩。看起來嘻皮笑臉、沒心沒肺的，但一認真起來就很有氣勢。最後將花澤三郎給自己的皮帶扣給月島　花。
主要戰績
VS河內鐵生及鳳仙NO.2氏家等8人-勝
VS神戶浩克與黑澤和光及原田十希夫等17人-勝
VS花澤三郎-勝
VS月本光信-勝
VS室戶善明與內藤兄弟一期和ㄧ會-勝
VS天地壽-勝
VS NK大學橄攬球社員等8人-敗 【但隔天，他隨即將那八個人，一個個找出來，加倍償還，把他們打成豬頭，５個人被送進醫院，１人逃走，２人向他下跪道歉，而逃走那人，兩天後被他逮到，將那人打得連媽媽都認不出來。】
VS 神戶浩克與黑澤和光及原田十希夫與月本光義和鰐剃伸男與清廣義巳-勝
VS月島花-兩勝
VS大善努與赤池勇次和福山浩二-勝
VS宮本三文-勝
神戶好克
西中等學校出身。外號屠夫，通稱「劊子手」，還有「瘋狂叉燒」的稱號，Ａ班的老大。一年級戰爭敗給花木九里虎。是「劊子手一派（F.B.I）」的頭頭，秀吉、軍司未畢業前，是第三大派閥，花澤三郎畢業前，他去找花澤三郎挑戰，但戰敗。秀吉、軍司畢業後，曾是最大派閥，在輸給月島　花後，變為第二大派系。畢業後，將派閥交給左右手·淺井貴彥帶領，變成花組的影子軍團。絕招是「必殺火炎車」，其實就是正統的過肩摔。畢業後，到居酒屋工作。
黑澤和光
京華中等學校出身。加東秀吉的後輩。與原田十希夫並列Ｂ班的老大。高等學校一年級時，與河內鐵生有過節。在一年級時敗於花木九里虎後就呈孤立狀態，後來成為其左右手。喜歡配戴頭巾，算是他的標誌之一。左頰上有條長疤，是鳳仙的真島一也在初中2年級時留下的。畢業後，到東京工作。
原田十希夫
海老塚中等學校出身。岩城軍司的後輩，與岩城軍司自小玩到大。與黑澤和光並列Ｂ班的老大。一年級戰爭敗給花木九里虎。曾是「岩城一派」的NO.2，在軍司畢業後繼承岩城一派，另立新的「原田一派」，是第三大派系。
深町慶太
是「劊子手一派（F.B.I）」的NO.2，屬於頭腦派，是派閥內的智囊。
荒井勇樹
Ｃ班的ＮＯ．２。一年級戰爭敗給原田十希夫。
鏈田伸二
Ｅ班的老大。一年級戰爭敗給神戶好克。
亞久津金次
亞久津太的弟弟。Ａ班的，在開學時就被神戶好克擊敗，是情報專家兼打雜的，在「一年級戰爭」的時候，會向低年級的收取微薄的「見習費」。在大善　努去挑戰花木九里虎時，也在場卻被抓狂的九里虎給打飛。
伊東
跟隨野間大悟。與鳳仙的山口　甫野　桑原大打出手。
川屐
跟隨野間大悟。與鳳仙的山口　甫野　桑原大打出手。
阿池
遭鳳仙的人襲擊。
川吳
因追求九里虎八個女朋友中的其中一個，而被痛扁一頓。
三澤
因追求九里虎八個女朋友中的其中一個，而被痛扁一頓。
牛島
隸屬劊子手一派。與兩個手下在車站前的便利商店，遭漆黑之蠍襲擊。
小茂
隸屬劊子手一派。
惠太
隸屬劊子手一派。
阿友
隸屬劊子手一派。
伴　和之
東中等學校出身，與田原智仁及鐮田九志交情甚好。隸屬劊子手一派，Ｃ班的。在漆黑之蠍襲擊鈴蘭行動中，不停透露鈴蘭動向情報給漆黑之蠍，使多次突襲計畫成功。最後在神戶好克一問下，坦承有洩漏情報之事，遭神戶好克一腳踹倒。

#### 第二十八屆中等學校時期分佈
西中等學校
代表人物：神戶好克（畢業後進鈴蘭男子高等學校）
京華中等學校
代表人物：黑澤和光（畢業後進鈴蘭男子高等學校）
海老塚中等學校
代表人物：原田十希夫（畢業後進鈴蘭男子高等學校）
第三中等學校
代表人物：月本光義（畢業後進鳳仙學園高等學校）
柴中等學校
代表人物：鰐剃伸男（畢業後隨父母搬離這城市，父母離異後，從母姓，改為北川伸男）

#### 第二十九屆
月島　花
戶亞留市最強六人之首。鈴蘭初代番長。花組大將。來自圈外、容易感動、正直到傻呼呼的光頭男，八歲時，某天下大雨，家的後山崩塌，父親和母親同時去世，只有他奇蹟般生還。住進龍蛇混雜的「梅星一家」五號室，入讀最爛最惡的超級不良少年學校「鈴蘭男子高中」，他在第一天上學就當眾宣言要當上整合鈴蘭的老大。Ｄ班的老大。稱霸鈴蘭的「一年級戰爭」！花木九里虎也說月島　花是他最敬重的後輩，並呼籲鈴蘭眾應認同月島　花當初代番長。高等學校三年級時，花組在鈴蘭男子高等學校已沒有能與他抗衡的勢力存在。他腰上的皮帶扣是由坊屋春道所流傳下來。
主要戰績
VS迫田武文-勝
VS豬瀨 浩-勝
VS天地 壽-兩勝
VS花澤三郎-未分勝負
VS花木九里虎-兩敗
VS大善 努-勝
VS武藤蓮次-勝
VS小川千春-勝
VS神戶浩克-勝
VS月本光政-勝
VS賀川和也-勝
VS第三代萬侍帝國武龍會長辛島 純-勝
VS第三代萬侍帝國七人會之一柴木正美-勝
VS第三代萬侍帝國七人會之首蛭子幸ㄧ-敗［此戰過後與蛭子幸一成為好友。］
迫田武文
花組ＮＯ．２。岸中等學校出身，中等學校一年級時，在護國神社看到坊屋春道與林田　惠大戰，使其想進鈴蘭男子高等學校揚名四方。與世良直樹交手過，打成平手。中等學校時代被稱為「岸中的恐龍」的可怕人物。梅星一家的六號室住戶。Ｂ班的老大。一年級時，是「一年級戰爭」的優勝候補之一，但其在前天晚上已敗於月島花的手下，所以自動退出「一年級戰爭」。雖然看起來兇暴又強悍，其實是個能屈能伸的男子漢！高等學校時代被稱為「鈴蘭的恐龍」。笨嘴拙舌，所以總是先動手後動口，不過為兄弟他可以兩肋插刀。擊敗前來襲擊的第三代萬侍帝國神城會會長：椎野史直。
武藤蓮次
花組幹部。第三中等學校出身，通稱瘋狗，與世良直樹交情甚好。屬鈴蘭中的頭腦派，但打架實力也是一流的。梅星一家的一號室住戶。是「一年級戰爭」的優勝後補之一，不過見識到月島花的強勁實力後，主動退出了「一年級戰爭」。是花組的智囊，與河田二高的老大·世良直樹同個國中，交情不錯。是個值得信賴的人，曾說過「讓花當老大是我的夢想」這句話。之後找月島　花挑戰，敗北。有個哥哥·伸，一直為不務正業的哥哥煩惱擔心。同時擁有被稱為瘋狗的危險程度與異常冷靜的頭腦，洞察力強，判斷準確，是花組無可替代的軍師。
尾崎健市
花組幹部。第二中等學校出身。Ｂ班的ＮＯ．２。在「一年級戰爭」第一回戰與天地壽對戰中，肋骨和手都被天地壽折斷。在「一年級戰爭」後被武藤蓮次以「一家需要像你這樣陰險的傢伙」的理由勸說加入花一家。表面沉默寡言又不太顯眼，其實內在是條硬漢非常重視朋友，是花組最可靠的男人。預計畢業後，想到東京。
中野善正
Ｂ班的ＮＯ．3。在一年級戰爭中，因向神戶好克頂嘴被神戶好克幹掉。
八板郁美
花組幹部。河中等學校出身。在「一年級戰爭」時也是優勝後補之一，輕鬆晉級八強，但之後食物中毒拉肚子，所以棄權，並在「一年級戰爭」後應迫田武文的邀請加入花一家。被花取外號叫「馬臉」。被村川勝弘稱為「AV之王」。雖然人傻又花癡，卻有著讓迫田武文都另眼相看的實力。預計畢業後，接下家裡經營真姬菇的事業，目標全日本超市都放有自家真姬菇。
村川勝弘
花組幹部。松中等學校出身，在「一年級戰爭」第一輪敗給月島花而淘汰出局，在「一年級戰爭」後加入花一家。有個表弟就讀鳳仙，在月本光政挑戰金王時給花組傳遞了第一手消息。因性格開朗，受大家喜愛，是花組開心果。
淺井貴彥
花組幹部。曾是鈴蘭「劊子手派閥」的一員，是劊子手和派閥NO.2·深町與全體成員最信賴的FBI成員。在劊子手·神戶好克敗於月島花之後，帶領剩下的FBI成員，變成武藤蓮次一指示就出動的影子軍團。被村川勝弘稱為「悶聲色狼」。沉著冷靜，受到武藤蓮次認可，是花組不可或缺的一員。
山口蘭丸
花組幹部。海老塚中等學校出身。原田十希夫的後輩，曾是鈴蘭「原田派閥」頭頭·原田十希夫的左右手，在原田派閥解散後正式轉到花組，成為花組的一員。曾經討厭過月島花，因暑假時他媽媽癌症去世，月島　花也去參加他媽媽葬禮，並陪其一起哭，最終折服於他的個人魅力之下。喜歡抽伸手牌香菸。與百合川南高等學校櫻田朝雄（阿波）和河田第二高島學校世良直樹熟識。人脈很廣，人緣也不錯，仰慕他的後輩亦不在少數，是花組情報通。
伊庭亞樹夫
花組幹部。原伊庭組的頭目。口頭上說對月島花沒意見、認同月島花，但心中對月島花並不服氣，對月島花的實力很不以為然。經過周密考慮後，決定成為花組制霸鈴蘭男子高等學校，最後一大障礙。看完花木九里虎與月島　花的最後一戰，也歸順於月島　花。
酒井圭一
花組幹部。原伊庭組的副頭目。與伊庭亞樹夫和數個景仰他們的低年級組成伊庭組。人數雖少，但作為敢阻攔在花組制霸鈴蘭道路上的派閥，此二人被視為最後的大人物。看完花木九里虎與月島　花的最後一戰，也歸順於月島　花。
富永寅之助
花組。住進龍蛇混雜的「梅星一家」三號室，Ｄ班的。迫田武文介紹下與杉浦步巳成為好朋友。與鳳仙學園高等學校的九十九一二三讀同一所中等學校。預計畢業後，在廣瀨的漢堡店工作，目標是開一家屬於自己的漢堡店。
村岡悟
一年級戰爭中敗給八板郁美。
大杉直樹
一年級戰爭中打入八強，因看到天地　壽的強悍，自動向天地　壽認輸。
橋本圭太
一年級戰爭中打入八強，因看到天地　壽的強悍，自動向天地　壽認輸。
足立大悟
一年級戰爭中打入八強，敗給天地　壽。
弓田知宏
一年級戰爭中打入八強，敗給天地　壽。
豬瀨　浩
一年級戰爭中打入八強，敗給月島　花。
天地　壽
一年級戰爭打入決賽，在１６強對上尾崎健市將其手臂及肋骨折斷，神戶好克出面制止也慘遭毆打。最後被月島　花給一拳擊敗。一年級戰爭結束就轉學至龍膽高中。
正義
隸屬屠夫一派，拒絕加入花組，在二年級時，打算組新派閥。神戶好克畢業後，他成為屠夫一派頭目，也是最後的屠夫一派成員，沒有任何能與花組抗衡的力量，最後因沒有人支持，而自動敗給花組。
頭越
一年級結束，就退學，之後放話說要幹掉花組。最後被迫田武文和八板郁美找到，並將他打至重傷住院。
日暮
Ｄ班ＮＯ.２。二年級時，在暗地裡，搞些對抗花組的小動作。

#### 第三十屆
大善　努
鈴蘭二代番長。努組頭目。月島　花未畢業前隸屬花組。因一年級戰中有其加入，使本屆一年級戰爭僅有中村銀次留下挑戰。有著「原子鐵金剛」異名的新一年級霸者，擁有約20人集團，中村銀次等三人都曾是他的手下敗將。絕招是「爆彈飛拳」擁有連黑澤和光都沒有自信能打贏其的實力。在挑戰花木九里虎嚐到人生第一次戰敗後，隔天還去向其道歉，並聽從九里虎的要求跟著月島花。與鳳仙的月光四兄弟的老四·月本光法是死敵，國中時打上四次。看完月島　花擊敗神戶好克，就明白若自己與月島　花打起來將敗北。與月本光法在高等學校一年級決戰獲勝。為替山下定男報仇，一人在千殼車站幹掉６個七森工業高等學校二年級生，使七森工業高等學校的學生都相當怕他。因要自己親身確認月島　花實力跑去挑戰，結果嚐到第二次敗北，並正式加入花組，成為花組特攻隊長。之後把北島秀樹　坦內桓美　宮原貴之　東條招集到題育館（但東條沒到），並說我已經接收一年級，你們也加入我吧！語畢，坦內桓美即拿棒球棍攻擊他，還是被他擊敗，事後三人也還是不加入他。二年級時，實力應與迫田武文相當。擊敗前來襲擊的第三代萬侍帝國江之本會會長：濱登志男。三年級成為鈴蘭男子高等學校最強的人。
主要戰績
VS赤池勇次-勝
VS福山浩二-勝
VS中村銀次-四勝
VS花木九里虎-敗
VS月本光法-勝
VS七森工業高等學校二年級6人-勝
VS月島 花-敗
VS北島秀樹與坦內桓美和宮原貴之與東條-勝
VS第三代萬侍帝國江之本會會長濱登志男-勝
中村銀次
努組副頭目。月島　花未畢業前隸屬花組。京華中等學校出身，黑澤和光的後輩。初中３年級時，幫助黑澤和光找到漆黑之蠍成員。曾挑戰大善努三次，三次都被送進醫院的強者。通稱狂犬。飛鏢愛好者，鈴蘭飛鏢社的一員。在「一年級戰爭」敗於大善努，因為不想跟著大善努而找上黑澤和光，最後被黑澤介紹去跟著月島　花。
赤池勇次
隸屬努組。月島　花未畢業前隸屬花組。通稱「赤次」，在國中時曾敗於大善　努之下，並在其壓倒性的實力下，決定在鈴蘭的三年中都與大善努同進退。很注重自己的外表，胸前的口袋總是放著一把梳子，無時無刻、不分地點的梳理頭髮。陪同大善　努去挑戰花木九里虎卻也被抓狂的九里虎給打飛，隔天還去向其道歉。
福山浩二
隸屬努組。月島　花未畢業前隸屬花組。通稱「青二」，在國中時與赤池勇次一樣曾敗於大善　努，也是決心要與其共進退的一員。陪同大善　努去挑戰花木九里虎卻也被抓狂的九里虎給打飛，隔天還去向其道歉。
澤口　勝
隸屬努組。月島　花未畢業前隸屬花組。河中等學校出身，八板郁美的後輩，通稱「布丁」，喜歡吐大善　努的槽，還喜歡跟他做對。基本上戰鬥力等於零。陪同大善　努去挑戰花木九里虎卻也被抓狂的九里虎給打飛，隔天還去向其道歉。
山下定男
Ｂ班的。與鳳仙學園高等學校的島田是青梅竹馬。鳳仙學園與天地軍團抗爭中，在平原電玩中心裡，巧遇島田在聊天，卻遭七森工業高等學校１７人襲擊，重傷後，引起一陣騷動。
水本
隸屬屠夫一派，神戶好克畢業後，屬無派閥。
久保
隸屬屠夫一派。神戶好克畢業後，屬無派閥。
東條康秀
與大善　努是敵對關係。二年級組成東條一派，北島秀樹　坦內桓美　宮原貴之，都加入他的勢力
北島秀樹
賀川和也的表弟。因大善　努打敗賀川和也，所以逐漸盯上大善　努。二年級加入東條一派。
坦內桓美
與大善　努是敵對關係。二年級加入東條一派。
宮原貴之
與大善　努是敵對關係。二年級加入東條一派。

#### 第三十一屆
宮本三文
戶亞留市最強十人之首。鈴蘭三代番長。三文組頭目。通稱火箭。一年級轉進鈴蘭男子高等學校，並二次對上佐島洋助戰績一勝一敗。某天，不幸對上花木九里虎，被一腳踹飛。二年級實力為鈴蘭NO.2，在護國神社對上三國勇京獲勝。三年級對上伊調一獲勝。
佐島洋助
戶亞留市最強十人之一。三文組副頭目。大善 努未畢業前隸屬努組。月島　花未畢業前隸屬花組。是獨生子，父母在她出生即離異，他跟著媽媽一起生活。在小學四年級時，在護國神社看到瀧谷源治與林田　惠對決，看這場決鬥，使他了解打架並不是只有憎恨對方，也可以是一種熱血交流。在這之後，他成為鈴蘭通，認識大部分鈴蘭前輩名字，桂木源次郎　瀧谷源治　芹澤多摩雄　林田　惠　坊屋春道　花澤三郎　花木九里虎，這些人對他來說都是偶像。就讀中等學校三年級時，在路上遇到月島　花，還跟月島　花要簽名，回去後，還把月島　花的簽名裱框。在有24人參加的一年級戰爭中，打敗了優勝候補熱門的「森健」，漂亮的贏得了優勝，一年級戰爭的霸者。一年級戰爭結束後三天，他把一年級強者都叫出來，說月島　花是現在還在鈴蘭男子高等學校的偶像，所以他要加入花組幫月島　花完成統一鈴蘭男子高等學校的霸業，並邀請森健一　歌川則友　中野宙太，一起加入花組。事後，去請求大善　努幫他們引薦月島　花，讓他們進入花組。之後與宮本三文對上二次戰績一敗一勝（其表示為宮本三文故意輸）。二年級實力為鈴蘭第四強。三年級實力為鈴蘭第三強，戶亞留市NO.7，對上伊調一敗北。
森健一
隸屬三文組。大善 努未畢業前隸屬努組。月島　花未畢業前隸屬花組。通稱「森健」。遠中等學校出身。Ａ班老大。一年級戰爭的優勝候補熱門，與冠軍佐島洋助激鬥後敗北。雖然輸給了冠軍佐島洋助，但受的傷看起來卻比佐島洋助還輕。一年級戰爭第２名。據說此人看起來很乖，但抓起狂來會變成瘋狗。
歌川友則
隸屬三文組。大善 努未畢業前隸屬努組。月島　花未畢業前隸屬花組。Ｂ班老大。一年級戰爭與中野宙太並列第３名。
中野宙太
隸屬三文組。大善 努未畢業前隸屬努組。月島　花未畢業前隸屬花組。海老塚中等學校出身，山口蘭丸的後輩。Ｃ班老大。一年級戰爭與歌川友則並列第３名。
門内直人
隸屬三文組。大善 努未畢業前隸屬努組。月島　花未畢業前隸屬花組。Ｄ班老大。佐島洋助的青梅竹馬，沒有參加一年級戰爭。
本田新治
通稱「威達姆」。因為鈴蘭的不良水準過高，而有點後悔入學。之後詭異的與橫山成了花木九里虎的鹹蛋怪獸，其實就是跑腿的。
横山正治
通稱「米可拉斯」。因為鈴蘭的不良水準過高，而有點後悔入學。之後詭異的與本田成了花木九里虎的鹹蛋怪獸，其實就是跑腿的。

#### 第三十二屆
泰隆
戶亞留市最強男人。鈴蘭四代番長。泰隆組頭目。二年級時已是戶亞留市最強十人之一。宮本三文未畢業前隸屬三文組。大善 努未畢業前隸屬努組。長得像泰國人。一年級爭霸戰，首戰對上國吉獲勝，一年級爭霸戰的霸者，實力爲鈴蘭第三強。二年級實力為鈴蘭第二強同為戶亞留市NO.2，在車站月台上一人幹掉東陽臺高等學校六人爲其成名戰。
國吉
隸屬泰隆組。泰隆組副頭目。宮本三文未畢業前隸屬三文組。大善 努未畢業前隸屬努組。目標稱霸一年級，再幹掉二年級宮本三文與佐島洋助，最後要擊敗最強的大善　努，制霸鈴蘭男子高等學校。一年級爭霸戰，首戰對上泰隆敗北。

#### 第三十三屆
岬 麻理央
威風堂堂全身充滿霸氣、擁有無法讓人親近之存在感的鈴蘭男子高中最強男人 ，通稱小澤拉奧。 泰隆未畢業前隸屬泰隆組。宮本三文未畢業前隸屬三文組。 鈴蘭五代番長。拉奧一派頭目，幫助過鬼邪高中的花崗楓士雄一同打倒由瀨之門工業聚集的三校聯合，現在是楓士雄的摯友.
曾擊敗鳳仙老大上田佐智雄。
真志井雄彦
隸屬拉奧組。泰隆未畢業前隸屬泰隆組。宮本三文未畢業前隸屬三文組。 總是沉著冷静、不動的No.2
和二年級伊東交情很好，似乎與鳳仙的小田島有劍認識。在這個險惡的鈴蘭中靠著腦袋站穩一席之地的男人。
山口孫六
隸屬拉奧組。縱使嚼著口香糖，原為獨自一匹狼的性格在被拉奧打倒後加入拉奧一派，是拉奧組最強的保鑣。曾突然給予前來鈴蘭挑戰拉奧的花崗楓士雄一擊，但被擋下，並認可自從佐智雄之後第二位敢隻身前來鈴蘭的楓士雄。
宮內幸三
隸屬拉奧組。泰隆未畢業前隸屬泰隆組。宮本三文未畢業前隸屬三文組。 鈴蘭最耐打的男人、不管被打倒幾次都會像活屍一樣再次站起來。不喜歡別人介入自己的戰鬥
曾和花崗楓士雄交手至一半而和中途介入的孫六發生爭執並認可自從佐智雄之後第二位敢隻身前來鈴蘭的楓士雄
和鳳仙學園的志田健三相識。
黑澤壽光
隸屬拉奧組。泰隆未畢業前隸屬泰隆組。宮本三文未畢業前隸屬三文組。 黑澤和光的弟弟。

#### 第三十四屆
伊東神威
隸屬拉奧組。泰隆未畢業前隸屬泰隆組。
總是帶著口罩，與瑪茜的感情很好
與鳳仙學園的德山門司相識擅長打探敵情。一旦脫下口罩，就好像瘋子一樣將敵人打倒。
瀬田完介
隸屬拉奧組。泰隆未畢業前隸屬泰隆組。
二年級實力頭領的其中一人，平時會擔任拉奧的護衛與鳳仙學園的德山門司相識實力堅強。

### 鳳仙學園高等學校
與至第二十八屆為止都未統一的鈴蘭不同，歷代以老大為中心，擁有鋼鐵般凝聚力，堅如磐石班而聞名。鳳仙鐵則除幹部以外全員光頭，以光頭（殺手）軍團著稱，令人望而生畏。

#### 與川西　昇同時代
美藤真喜雄
美藤兄弟中的長男，鳳仙學園的老大，行事低調，喜歡獨來獨往，有超強打架實力，可說是無人能敵，但在三年級與鈴蘭高校大戰中，被川西　昇殺害。死後由鳴海大我繼承老大的位置
深受鳴海大我與林田 惠的尊敬。

#### 與瀧谷源治同時代
鳴海大我
鳳仙學園老大。被瀧谷源治所率領的鈴蘭高校擊敗。
的場鬪志
鳳仙學園NO.2，原是反鳴海大我的派閥，在被鳴海大我擊敗後，歸順鳴海大我。
芝山隼人
鳳仙學園幹部。跟隨的場鬪志，並隨其歸順鳴海大我，鳳仙與鈴蘭大戰再起的導火線，體認到瀧谷源治的強捍，深知自己非源治的對手，被源治K的幹部。
熊切力哉
鳳仙學園幹部。一年級時即參與鳳仙和鈴蘭大戰，並親眼目賭美藤真喜雄被刺殺，此後即在女人堆中週旋，在被鳴海大我擊敗後，歸順鳴海大我。被源治K的幹部。

#### 與里達曼同時代
漆原凌
鳴海大我時期，鳳仙學園打架實力僅次鳴海大我，一旦幹架就不知收手，擅長的招式是肘擊跟膝蹴，以壓倒性的擊敗筒本將治後，被芹澤多摩雄給擊敗。
益原
鳳仙的幹部。想將一年級時的美藤龍也剃光頭，反被美藤龍也揍。
町田勝利
美藤龍也時期，鳳仙表面上的老大。帶領鳳仙攻擊鈴蘭時被桐島和阪東教訓了一頓。
菊地利尚
鳳仙的幹部。攻擊鈴蘭時被桐島和阪東教訓了一頓。
國本　正
鳳仙的幹部。攻擊鈴蘭時被桐島和阪東教訓了一頓。

#### 與坊屋春道同時代
美藤龍也
戶亞留市四天王之一。美藤兄弟中的次男。國中時曾打敗過龍信。為了想超越死去的大哥真喜雄，和弟弟秀幸攻擊鈴蘭。最後敗在春道的手下。個性不愛出風頭，所以把鳳仙老大的位置讓給了弟弟。之後和弟弟去了東京，加入和龍信一樣的拳擊聯盟。

#### 與安田泰男同時代
美藤秀幸
美藤兄弟中的三男。鳳仙的老大。為了想超越死去的大哥真喜雄，和二哥龍也攻擊鈴蘭。最後敗在杉原 誠的手下。之後和二哥去了東京，並把鳳仙老大的職位交給了金王。
松田
秀幸的部下，對秀幸很忠心。被金王擊敗。
內田
金王剛入學時，與加土屋去找金王幹架，被打敗，但也在金王的鼻子上留下傷疤。之後成為金王的隱藏二人組。與花澤三郎幹架戰敗。
加土屋
金王剛入學時，與內田去找金王幹架，被打敗，但也在金王的鼻子上留下傷疤。之後成為金王的隱藏二人組。與花澤三郎幹架戰敗。

#### 與花澤三郎同時代
金山　丈
戶亞留市新四天王之一，通稱「金王」。從外地岡山來的。一年級就從美藤兄弟手上奪走了霸權——打到弟弟秀幸，得到哥哥龍也的認同，以力量征服了鳳仙眾，技壓群雄，是長期君臨整個殺戮軍團的實力派王者。向古川　修挑戰，結果戰敗。金王全面突襲鈴蘭時，在花澤三郎擊敗內田和土屋時，趁機持鐵棍從後方襲擊花澤三郎。在天狗之森的鈴蘭vs鳳仙之戰對上加東秀吉——取勝。
氏家　純
金王髦下的NO.2。中等學校時代，曾與中島信助幹架被擊敗，鼻子上還留下傷疤。被花木九里虎擊敗。
江花勝利
金王髦下的NO.3。金王全面突襲鈴蘭時，一組人將米崎隆幸擊敗。
杰羅
凱博
江花
松尾
非本地及鳳仙人，是金王住岡山時期的朋友。也是金山　丈與武田好誠決鬥的唯一見證人。
月本光信
鳳仙第二大勢力，月光一派的頭頭。月光六兄妹中的長男。一年級對上金山　丈以６對１，６個人敗給手持平底鍋的金山　丈。金王全面突襲鈴蘭時，一組人將岩城軍司擊敗，並住院一週。在天狗之森的鈴蘭vs鳳仙之戰對上花木九里虎——敗北，從此只要看見九里虎就會暈倒。畢業後，在父親經營的月光不動產商會上班，在工作中，還慘遭室戶善明率內藤一期和內藤一會襲擊。

#### 與花木九里虎同時代
月本光義
月光六兄妹中的次男。第三中等學校出身。擁有約４0人集團。有把喜歡的連續劇全部錄下來，然後連續的不斷重看，只要別人碰到就會很生氣的怪僻。在天狗之森的鈴蘭vs鳳仙之戰對上神戶好克——敗北。鳳仙學園與天地軍團抗爭中，率人攻擊塚本高等學校學生，並擊敗正井廣明。之後遭室戶善名率內藤兄弟襲擊身受重傷，送進醫院。
真島一也
在國中時，與鈴蘭的黑澤和光有過一段過節，黑澤臉上的那道長疤就是他用刀子劃的。金王全面突襲鈴蘭時，被月島　花給一拳揍飛。在天狗之森的鈴蘭vs鳳仙之戰對上黑澤和光——敗北。鳳仙學園與天地軍團抗爭中，遭內藤兄弟襲擊，並身受重傷。提拔村越潤成為幹部。
山口
與鈴蘭的野間大悟　伊東　川屐大打出手。
甫野
與鈴蘭的野間大悟　伊東　川屐大打出手。
桑原
與鈴蘭的野間大悟　伊東　川屐大打出手。

#### 與月島　花同時代
月本光政
戶亞留市最強六人之一。鳳仙學園老大。月光六兄妹中的三男。因為金王很照顧他，上面又有兩個在鳳仙有舉足輕重地位的哥哥，所以看不清楚他所處的位置與狀況，搞錯了努力方向，不過在富永寅之助的一番話下醒悟，挑戰金王完敗後，一身是傷的重新出發，一個月後，幾乎全體的鳳仙眾都臣服於光政之下。高等學校２年級與月島　花在天狗之森決戰敗北。率領小野輝騎和大谷　健還有松尾大助四人衝進天地　壽基地，因三浦　悟出賣，所以遭埋伏，被眾人圍毆，但他的強悍，使他站到最後，途中還被前園　悟手持鐵棒偷襲，也被他打倒，最後傷痕累累，還到天地　壽面前，抓住天地　壽要決鬥，天地　壽頓時，也對他的魄力感到害怕，最後被衝進來的月島　花打斷。在東京與第三代萬侍帝國七人會對決，作為第二個上陣對上阿南芳樹，獲勝。
小野輝騎
打架很強，屬於一匹狼的類型，曾多次拒絕月本光政的邀請。後在光政慘敗給金王後，主動加入光政陣營，是光政最為倚重的左右手。與月本光政和大谷　健還有松尾大助四人衝進天地　壽基地，因三浦　悟出賣，所以遭埋伏，被眾人圍毆倒地。
大谷　健
光政的左右手之一。與光政的感情很好，是他的死忠兼換帖的。與月本光政和小野輝騎還有松尾大助四人衝進天地　壽基地。，因三浦　悟出賣，所以遭埋伏，被眾人圍毆倒地。
松尾大助
在入學典禮當天挑戰月本光政失敗，在天狗之森的鈴蘭vs鳳仙之戰輸給月島花，不過實力還是不容小覷，是條硬漢。非常信任自己的夥伴，二年級時，號稱銅牆鐵壁的鳳仙竟然有間諜走漏消息，讓他非常的不敢置信、沮喪難過。與月本光政和大谷　健還有小野輝騎四人衝進天地　壽基地。，因三浦　悟出賣，所以遭埋伏，被眾人圍毆倒地。
三浦　悟
也是光政手下主要幹部之一，金王全面突襲鈴蘭時，被迫田武文給擊敗。。後在鳳仙對抗天地軍團的戰爭中，在巴士站，遭天地軍團襲擊。因為其父親公司倒閉欠了不少債，在天地　壽的利誘下出賣了鳳仙的內部消息。不過後來的他一邊打工一邊活在悔恨當中，知情後的光政將他打了一頓就原諒他了。
豐川
九十九一二三
興趣是圍棋　象棋　偷窺。中等學校時，偷看女大學生宿舍澡堂，事後被輔導。調查天地軍團之人，並調查出天地　壽基地位置。與鈴蘭男子高等學校的富永寅之助讀同一所中等學校。村越潤惹事後，月本光政派他去調查村越潤。
大戶國雄
幹部。小時候掉進河裡,是村越潤將他救回。平時很沉靜，喜歡吃甜食，但發起狠來，連月本光政也未必能制止他，自己受多重的傷，不管花多久時間都要１０倍奉還，是個很頑固的人。村越潤惹事後，月本光政找他了解詳情。之後遭東陽台高等學校三名學生手持球棒襲擊，傷勢嚴重。
村越潤
幹部。１１歲時，父親即得癌症逝世。提拔矢島勝彥成為幹部。是個很開朗，也很照顧後輩的人。二年級時，有個正就讀中等學校二年級的弟弟得癌症，不久即過世，使他相當難受。將焚八商業高等學校學生打成重傷送醫院，又與東陽台高等學校一群學生打架，其中有一名叫青木的學生被他打穿耳膜。事後，被小野輝騎叫來訊問，還被大谷　健揍一拳。大戶國雄遭襲擊後，他又去打一名東陽台高等學校學生，並告知學生他會一個人在別當運動場等襲擊大戶國雄的學生來，之後月本光政率鳳仙眾前來，並打他，跟他說別擅自行動。原本要離開鳳仙學園高等學校，在同伴的鼓勵及游說下，他打消退學念頭。

#### 與大善　努同時代
月本光法
月光六兄妹中的四男。鳳仙學園老大。擁有約３0人集團。與鈴蘭的一年級霸者·大善努是死敵，在國中時代兩人對上了四次，在第四次時因為打得太激烈，兩人撞破路邊玻璃，因而渾身是傷疤。很尊敬其兄·光政，為了光政甚至對想要獨立的福浦大助下跪請求，因而得到其的臣服。因大善　努在摩鐵車站Ｋ３個鳳仙學生，所以為替同伴報仇在摩白車站到處打鈴蘭學生，結果遇到花木九里虎，反被其Ｋ。與大善　努在高等學校一年級決戰敗北。鳳仙學園與天地軍團抗爭中，率人攻擊龍膽高等學校學生，並擊敗黑岩和志。之後遭室戶康明與賀川和也襲擊身受重傷，送進醫院。擊敗前來襲擊的第三代萬侍帝國白龍會會長：鈴木智光。（下還有五女正就讀中等學校三年級月本光穗和六女正就讀中等學校２年級月本光希）
福浦大助
通稱「福助」。大善　努在摩鐵車站Ｋ３個鳳仙學生，所以為替同伴報仇在摩鐵車站到處打鈴蘭學生，結果遇到花木九里虎，反被其Ｋ。鳳仙學園與天地軍團抗爭中，遭賀川和也一幫人襲擊，並身受重傷。
田島隆廣
通稱「渦輪」。鳳仙學園與天地軍團抗爭中，遭賀川和也一幫人襲擊，並身受重傷。
條原
在摩白車站被大善 努Ｋ。
武
在摩白車站被花木九里虎Ｋ。
齊藤
鳳仙學園與天地軍團抗爭中，在平原電玩中心裡，被七森工業高等學校１７人襲擊，重傷後，引起一陣騷動。
松山
鳳仙學園與天地軍團抗爭中，在平原電玩中心裡，被七森工業高等學校１７人襲擊，重傷後，引起一陣騷動。
島田
與鈴蘭男子高等學校的山下定男是青梅竹馬。鳳仙學園與天地軍團抗爭中，在平原電玩中心裡，被七森工業高等學校１７人襲擊，重傷後，引起一陣騷動。
矢島勝彥
與村越潤將焚八商業高等學校學生打成重傷送醫院，又與東陽台高等學校一群學生打架。事後，被月本光法訊問，他說因當初提把他當幹部的是村越潤，若村越潤要他一起去，他總不能說不吧。月本光法聞訊後，也說能體會他得立場，不過還是要他搞清楚月本光政才是老大，不要做出讓老大傷心的行為。大戶國雄遭襲擊後，村越潤找他招集人手，但被他斷然拒絕，並苦勸村越潤別再這樣自把自為，但村越潤還是不聽，自行離開，事後吩咐昭雄和洋一跟蹤村越潤。
昭雄
受矢島勝彥命令，跟蹤村越潤，並打聽到村越潤要自己一人，在別當運動場，替大戶國雄報仇。
洋一
受矢島勝彥命令，跟蹤村越潤，並打聽到村越潤要自己一人，在別當運動場，替大戶國雄報仇。

#### 與宮本三文同時代
三國勇京
戶亞留市最強十人之一。鳳仙學園的老大。一年級就當上鳳仙學園高等學校幹部。擊敗前來襲擊的第三代萬侍帝國火浦會會長：百田一博。二年級對上宮本三文敗北。三年級為戶亞留市NO.3。
海藤信太郎
一年級的幹部。
栗山　翔
一年級的幹部。
卓也
被座黑兄弟打到送醫院。

#### 與拉奧同時代
上田佐智雄
戶亞留市NO.2。鳳仙學園的老大。
隻身一人前往鈴蘭和拉奧單挑後戰敗
鳳仙學園“殺手軍團”之統帥。外形纖瘦，但兼備力量、速度、技巧、判斷力，被傳是鳳仙史上實力最強的。性格冷靜沉著，自律且責任心強，不斷自省是否名副老大之實。不喜歡無意義的爭鬥，手下和夥伴和他校起爭執時或遭遇不公時，會單槍匹馬去收場，無論對手多強都全力對抗。與母親、妹妹相依為命，深感必須代替父親保護妹妹。
因牙斗螺設計而與鬼邪高中展開衝突，並一人打倒中·中一派的中越和中岡
爾後在得知真相後與花岡楓士雄合作擊破牙斗螺
和楓士雄單挑並勝過對方
仁川英明
鳳仙四天王，人稱坦克。
擁有強健的體魄，是鳳仙學園最為堅硬的盾牌
在與鬼邪高中對決時一人打到辻和芝man。
志田健三
鳳仙四天王之一，人稱狂犬。
鳳仙的衝鋒隊長以及開路先鋒，打架時總是衝在最前頭，是鳳仙學園最為信賴的的矛
與鬼邪高中對決時，勝過了負傷的泰志，但敗給楓士雄
和瀨之門工業的砂防天久是舊識
小田島有劍
鳳仙四天王之一，人稱軍師。
鳳仙的NO.2
支持著佐智雄。與四天王中其他三人都來自戶亞留市，同一年進入鳳仙學園並相會。總是掛著無敵的笑容，是冷靜的謀士類型，經常與佐智雄交流。
與鬼邪高中對決時敗給了轟洋介，卻也在之後和轟成為了垂釣的朋友。
沢村正次
鳳仙四天王之一，人稱戰車。
曾被佐智雄要求暗中保護自己的妹妹上田唯
後與唯交往。
沙巴干
鳳仙二年級幹部，情報人員。
德山門司
鳳仙二年級幹部，被視為領導次世代鳳仙的人物
摔角經驗豐富，能在寢技對抗中勝過四天王之一的小田島有劍。對鈴蘭的瀬田等人抱持著強烈的競爭心態。在鳳仙與鬼邪大戰以及討伐牙斗羅期間因摔車住院而未能參戰，之後參與了瀬之門攻略戰

#### 初代武裝戰線
第一戰四人就擊敗百鬼28員新進基層，但自從那一役之後的一個月內，四人無論走在路上或到學校都被圍毆，沒有一天不流血。然而四人還是舉起旗幟，繼續向百鬼宣戰，但寡不敵眾，第二次戰役結束，鈴木惠三與大島永三都身受重傷，長谷川定政受重傷三天三夜不能動，門田陽一頭部縫十幾針，旗幟也遭燒毀。之後初代武裝戰線第二梯四人加入，而有八人的初代武裝戰線第三度向百鬼宣戰，在開打的當晚有一名男子到現場，並看過八人後，與他們說今晚百鬼不會來，事後八人才知道，前來這人便是百鬼總長中條明，在這晚過後戶亞留市的各組織也漸漸承認武裝戰線成立。第二年的初代武裝戰線第三梯十一人加入，成為有十九人的組織。
頭目·鈴木惠三
東中等學校出身。中等學校畢業時，戶亞留市個組織紛紛挖角他，但都遭他強硬拒絕。被譽為當世代最不想招惹的人物之一。（創幫四人之首）
副頭目：平間和友
焚八商業高等學校老大。（第二梯入幫四人之首）
大島永三
西中等學校出身。中等學校三年級時，與鈴木惠三對上，勝出。中等學校畢業後進鈴蘭高等學校。與桂木源次郎熟識。被譽為當世代最不想招惹的人物之一。（創幫四人之一）
長谷川定政
第二中等學校出身。中等學校畢業後進焚八商業高等學校。（創幫四人之一）
門田陽一
第二中等學校出身。中等學校畢業後進焚八商業高等學校。（創幫四人之一）
宮木賢吾
鈴蘭高等學校。（第二梯入幫四人之一）
小澤伸吉
鈴蘭高等學校。（第二梯入幫四人之一）
西田昌平
在麵包店打工。曾挑戰鈴木惠三，八次皆敗。（第二梯入幫四人之一）
菅田和志
因要替當時中等學校一年級的九能雙胞胎兄弟報仇，正就讀中等學校三年級時的他，獨自一人持木刀闖入初代武裝戰線基地，故結識鈴木惠三。（第三梯入幫十一人之首）

#### 第二代武裝戰線
頭目·菅田和志
原本想將第三代頭目之位，交給坂東秀人，但還來不及交接，就車禍身亡（據說是九能秀臣設計陷害）他逝世後，初代武裝戰線頭目鈴木惠三率副頭目平間和友以及大島永三至其墓前弔唁。鈴蘭男子高等學校第二十二屆桂木源次郎也在晚間獨自上其墓前弔唁。鈴蘭男子高等學校第二十三屆芹澤多摩雄與即將畢業於中等學校三年級的九能龍信，也在數天後至其墓前弔唁。
副頭目·九能秀臣
中等學校一年級時，與九能一聖至初代武裝戰線基地偷油，被發現後遭一頓揍。只會在頭目菅田和志面前裝乖，私下都做些卑鄙的非法勾當。
九能一聖
中等學校一年級時，與九能秀臣至初代武裝戰線基地偷油，被發現後遭一頓揍。
阪東秀人
水戶靖之
安西光彥
岩井政則

#### 第三代武裝戰線
頭目·九能秀臣
九能三兄弟的次男，與九能一聖是雙胞胎。
副頭目·九能龍信
九能三兄弟的三男。與瀧谷源治有過一面之緣。
九能一聖
九能三兄弟的長男，與九能秀臣是雙胞胎。刀法很厲害，無人能從他刀下活著，最後被林田　惠擊敗。
阪東秀人
武裝四天王之首。
水戶靖之
武裝四天王之一。最後被坊屋春道擊敗。
安西光彥
武裝四天王之一。
岩井政則
武裝四天王之一。最後被林田　惠擊敗。
村田十三
精銳部隊１３人之首。
國武亮太
三島武太
香月　健
真木誠司
千田直紀
山崎達也
北川
武裝幹部，遭美藤龍也痛毆後退出武裝戰線。
廣田
武裝幹部，遭美藤龍也痛毆後退出武裝戰線。

#### 第四代武裝戰線
頭目·九能龍信
戶亞留市四天王之一。三代頭目九能秀臣與九能一聖之弟。引退後，到東京成為職業拳擊手。
副頭目·村田十三
加地屋中等學校出身。與第八代錢屋一家副總長小川研次為結拜兄弟。引退後，在大阪工作。
國武亮太
三島武太
鮫島義一
實力強悍，河內鐵生與難波武志都說打不過他。而他認為最難纏的人物是大島永三。
香月　健
仲地哲也
藤永新吾
三富　豐
武田好誠

#### 第五代武裝戰線
頭目·武田好誠
戶亞留市新四天王之一。加地屋中等學校出身，村田十三的後輩。從小父親就因腦梗塞去世，上有母親跟一個姐姐。國中時代時，被稱為「危險」的男人。初中時，喜歡飆車，挑戰過村田十三，被打斷３根肋骨戰敗。初三時因一場車禍休養許久，否則在中等學校時勢力應會是最大的。初三畢業前夕與稻田源次和玄場　壽３人共幹掉２１名狂屋分子，最後武田好誠還幹掉第四代狂屋原總長蛭田雅史。畢業後加入武裝戰線。
副頭目·柳　臣次
加地屋中等學校出身，村田十三的後輩。甲斐泰典還是無業少年團頭目時，因與甲斐泰典小學時是好朋友，想要勸說，但還是遭受甲斐泰典襲擊。
玄場　壽
加地屋中等學校出身，村田十三的後輩。與武田好誠從中等學校時代就是死黨，初三畢業前夕與稻田源次和玄場　壽３人共幹掉２１名狂屋分子。甲斐泰典還是無業少年團頭目時，遭受甲斐泰典襲擊，頭部一共縫１２針。
稻田源次
加地屋中等學校出身，村田十三的後輩。與武田好誠從中等學校時代就是死黨，初三畢業前夕與稻田源次和玄場　壽３人共幹掉２１名狂屋分子。甲斐泰典還是無業少年團頭目時，遭受甲斐泰典襲擊。
甲斐泰典
加地屋中等學校出身，村田十三的後輩。被武田好誠擊敗後，自動到警察局自首竊盜　恐嚇　傷害等罪過，經家庭法院判決，移送少年管教所。釋放出來後，經柳　臣次強力推薦，加入武裝戰線。
川地幸吉
鈴川信之介
室田賢三
茂木　誠
廣田　聰
河內鐵生
挑戰花木九里虎４次，皆戰敗。
清廣義巳
找河內鐵生幹架戰敗後，承認河內鐵生成為第六代頭目。
戶川將太
加賀谷隆史
村田將五
奈良　明
金　亨寬

#### 第六代武裝戰線
頭目·河內鐵生
私自領著村田將五去與狂屋談判，事後清廣義巳不開心與其大打出手。關於百鬼與斬愧之虎，晴本茂雄遭襲擊事件受百鬼總長山內太一郎所託後，決定將百鬼總長及河田正義，斬愧之虎副頭目及藤昌　平綁來同桌談判，並向雙方說明事件真相，並作為百鬼與斬愧之虎抗爭停戰的見證人。最後因自己的機車去修理，其著廣志的機車領著村田將五去找戶川將泰的路途上，因闖紅燈遭橫向貨車撞擊當場死亡。（貨車當場逃逸，車禍２小時後，肇事者被父母帶至警局自首，是個２０歲的大學生，因剛聯誼喝酒後駕車，才造生意外）其逝世後，第四代武裝戰線副頭目村田十三率鮫島義一至其墓前弔唁，並帶第四代武裝戰線頭目九能龍信親筆的御靈前信。第五代武裝戰線頭目武田好誠率副頭目柳臣次以及稻田源次至其墓前弔唁。鈴蘭男子高等學校第二十八屆花木九里虎也在晚間獨自上其墓前弔唁。鈴蘭男子高等學校第二十九屆月島　花與正在工作的藤代拓海也在數天後至其墓前弔唁。
副頭目·清廣義巳
將在熟睡中的百鬼總長山內太一郎，綁至河內鐵生主辦的晴本茂雄遭襲擊事件釐清會上。頭目河內鐵生逝世時，擔任代理頭目並帶領武裝戰線迎戰黃泉之梟的襲擊。以第六代武裝戰線代理頭目身分，赴斬愧之虎舉辦武裝戰線與黃泉之梟停戰會，他威風凜凜的模樣，完全壓過黃泉之梟頭目平野國正和斬愧之虎頭目晴本茂雄。
戶川將太
難波武志
小學二年級時，臉部燙傷，留下傷疤，所以都帶著大口罩，曾相當自卑都將自己關在房間裡，中等學校畢業後，結識河內鐵生，並幫助他走出陰影。沉默寡言，實力據說與河內鐵生相當。因無法接受頭目河內鐵生去世，而意志消沉。
加賀谷隆史
杉谷昌平
片岡浩次
遭狂屋四人襲擊，鎖骨被打斷。
佐橋　守
相田晉
頭目河內鐵生去世，即退出武裝戰線。
江川廣志
頭目河內鐵生去世，即退出武裝戰線。
村瀨恒
頭目河內鐵生去世，即退出武裝戰線。
村田將五
因私自毆打寺門，使片岡浩次遭襲擊，被清廣義巳痛打並教訓一頓。但也因毆打狂屋幹部寺門事件，打破五國休戰協議，因而聞名。領著佐佐木春將襲擊晴本茂雄的真凶找到並帶回。作為月島　花與月本光政，決戰見證人。
藤代拓海
在清廣義巳擔任代理頭目時，進入武裝戰線。派佐佐木春去押箕月邦彥前來逼供。為阻止武裝戰線與黃泉之梟抗爭，一人隻身前往斬愧之虎地盤，拜託晴本茂雄出面阻止。
奈良　明
因私自毆打寺門，使片岡浩次遭襲擊，被清廣義巳痛打並教訓一頓。
金　亨寬
是第二代百鬼幹部金　亨哲的弟弟。小學三年級時，與同學發生爭執，持刀捅同學臀部。因私自毆打寺門，使片岡浩次遭襲擊，被清廣義巳痛打並教訓一頓。晴本茂雄遭襲擊事件，釐清真相的說明者。
小林一善
曾在單挑中輸給村田將五，後遇上河內鐵生而加入武裝。開洗衣店的，不過長得太兇惡了，外表看起來就像是混黑的。
佐佐木春
八尋中等學校出身。片岡高等學校的。跟著村田將五將襲擊晴本茂雄的真凶找到並將其擊敗。
圓成數正
中等學校時對上佐佐木春敗北，也是他在中等學校時期唯一敗北的一次。
廣志
飛口
東鄉
白井
哲

#### 第七代武裝戰線
頭目·村田將五
戶亞留市最強六人之一。加地屋中等學校出身，武田好誠的後輩。國二時因打架事件而放棄棒球，是自願待在充滿鮮血與暴力的世界，並且是個想在那個世界中確認自己「能成怎樣的人」的男子漢。臉上的傷疤是中等學校時期與天地　壽幹架所留下。是四代副首領·村田十三之弟。打架很強，也很有毅力，是個不輸給武田好誠的首領，但有時伙伴意識太強，會看不清周遭的情況。親眼目睹了六代首領·河內鐵生的死亡，這件事對他的打擊很大，在失去幾天的蹤跡後才重新振作起來，並從代理頭目·清廣義巳手中接下首領的棒子。在武裝戰線與E.M.O.D決戰，擊敗前川宗春。擊敗前來襲擊的第三代萬侍帝國池島會會長：池島長次。在東京與第三代萬侍帝國七人會對決，作為第六個上陣對上蛭子幸一，據他描述其實在一開始中第一拳倒地，之後發生的事他都沒印象，雖然如此面對這樣的怪物他還是站起來四次直到失去意識敗北，但大家看到他的強悍。之後在河內鐵生墓前表示自己和月島 花與蛭子幸一不是同一個級別。引退後，跟隨哥哥在大阪工作。
副頭目·藤代拓海
加地屋中等學校出身。武田好誠的後輩。父親在其小學時，即病逝。與村田將五、天地壽關係匪淺，但詳細不明。天地壽對其頗為忌諱。梅星一家的二號室住戶。身上那件骷髏外套是繼承自五代副首領·柳臣次的。個性平和體貼，不易動怒，是個不顯露山水、隱藏極深的頭腦派高手。很有女人緣，常常收到情書。因母親身體不好，所以高二時從黑咲工業休學，在與本城俊明同一家汽車保養工廠就業。下有一個小４歲的弟弟。一人隻身前往E.M.O.D據點，找E.M.O.D副頭目國吉洋次。在武裝戰線與E.M.O.D決戰，與國吉洋次交手沒分出勝負。而在與E.M.O.D決戰的前幾個月，他發現屍有些舉動很奇怪，所以派姬川　敬觀察屍的行蹤，不知道甚麼原因屍去町田好幾次，而在與E.M.O.D決戰當天姬川　敬發現屍的頭目江波泰弘與萬侍帝國池島會幹部們見面，並聚集一起好像在討論甚麼，而安生Double Head Dragon頭目美川利實也在場，所以就是屍和Double Head Dragon結夥要一起加入萬侍帝國，知道情事後，馬上回報給他。他就在當下告知國吉洋次實情，為對付即將襲來的萬侍帝國，提出第七代武裝戰線與E.M.O.D結盟提議。結盟後擊敗萬侍帝國的屍與Double Head Dragon會後，又擊敗前來的池島會，雖打勝仗但與E.M.O.D被打進醫院的人數共有２９人。為對付即將前來的比留間會，他去找第二代斬愧之虎提議結盟。結盟後並對第七代武裝戰線 E.M.O.D 第二代斬愧之虎，下令有五天的時間無論如何都要躲好。之後找鳳仙學園與鈴蘭男子高等學校結盟，一起對抗萬侍帝國的強襲。在戶亞留市最強六人與萬侍帝國七人會對決同時，已在東京暗中設置１２０名同伴，將根據他的暗號襲擊第三代萬侍帝國總長木村政道。與國吉洋次兩人潛入東京行動，直接找上第三代萬侍帝國副總長谷　義友，告知萬侍帝國別働隊已包圍戶亞留市最強六人與萬侍帝國七人會對決的大樓，並請谷　義友下令撤除所有人還有約定不對戶亞留市最強六人下手。
難波武志
請求小林一善，拜託村田將五，讓他加入第七代武裝戰線，作為守護者。而不久後也隱退，他的守護者之位，也交給佐佐木春。
奈良　明
受藤代拓海命令，第二波攻擊E.M.O.D。之後遭前川宗春一腳踢倒。擊敗前來襲擊的第三代萬侍帝國池島會幹部：折原與名越會會長：張替秀樹。
金　亨寬
山口善次郎
遭E.M.O.D座黑亞希擊敗。
島田次郎
遭E.M.O.D座黑真希擊敗。
佐佐木春
八尋中等學校出身。片岡高等學校的。實力不弱，執行力強。難波武志引退後，繼承其位，成為第七代武裝戰線新守護者。與円成數正介紹京本新市進第七代武裝戰線。在武裝戰線與E.M.O.D決戰，擊敗伏見　昇。擊敗前來襲擊的池島會幹部：大隅
小林一善
因殺人未遂被通緝，不過是因看不過眼五歲的孩子被虐待的遍體瘀青，用鏟子將始作俑者打個半死，而無法參加河內鐵生葬禮，回來後至河內鐵生墓前弔唁，並說要鞏固第七代武裝戰線。是個正義又熱血的男子漢！從山邊正一口中得知E.M.O.D情事，並指派京本新市到安生市調查E.M.O.D。遭E.M.O.D畑日出夫襲擊。事後與円成數正，私自前往安生市找畑日出夫單挑，而畑日出夫不慎被鐵管插中腹部，所以中止戰鬥。
桑原信昭
受藤代拓海命令，尋找不引人注目，並適合第七代武裝戰線與E.M.O.D決戰地點。
圓成數正
與佐佐木春介紹京本新市進第七代武裝戰線。遭E.M.O.D高城忍襲擊。事後與小林一善，私自前往安生市找高城忍單挑，而畑日出夫不慎被鐵管插中腹部，所以中止戰鬥。
京本新市
受小林一善命令，到安生市調查E.M.O.D。受藤代拓海命令，作為第二波攻擊E.M.O.D誘餌。在東京打聽到萬侍帝國別働隊的行動，並回報給藤代拓海。
服部知哉
受藤代拓海命令，第二波攻擊E.M.O.D。之後遭前川宗春打得口吐白沫。
關　榮三
戶土原鄉金
通稱托多金。１３歲就輟學，不斷惹事生非，但他強壯的身體和拳頭已經足夠讓武裝的奈良　明將他招入旗下。他臉上傷疤是在一次，駕駛偷來的汽車，發生交通事故，整個頭撞出擋風玻璃。在武裝戰線與E.M.O.D決戰，擊敗三藤信次。
伊東廉藏
在和戶土原鄉金初見面時，雙方就因眼神對上的瞬間而大打出手，至此之後彼此的關係就處於水火不容的狀態。在武裝戰線與E.M.O.D決戰，擊敗高田一男。
廣岡新也
別動隊KKK：
隊長：姬川  敬
受藤代拓海命令，襲擊E.M.O.D，作為雙方開打的導火線。在與萬侍帝國的戰爭中，一直扮演激怒對方的誘餌。
小林健昇
受藤代拓海命令，襲擊E.M.O.D，作為雙方開打的導火線。
正岡賢一郎
受藤代拓海命令，到安生市調查E.M.O.D。

#### 第九代武裝戰線
頭目·戶土原鄉金
戶亞留市最強十人之一。通稱托多金。自從接任九代目一直很忙。實力為戶亞留市NO.4。
副頭目·伊東廉藏
多代表武裝出席外部會議。
廣岡新也

### 無業少年團
一群中等學校畢業後，就沒進高等學校的少年。整天無所事事，靠打劫及打架打發時間。
頭目：甲斐泰典
加地屋中等學校出身。襲擊玄場　壽和稻田源次及柳　臣次。拿刀劃傷岩城軍司的臉，之後被岩城軍司幹掉。
副頭目：赤澤陽一
萬侍帝國九頭龍會的幹部敏男是其在中等學校時代的學長。因不滿武裝　鳳仙　鈴蘭　黑焚四大勢力，以１０萬日圓請敏男前來助陣，然而敏男也將九頭神龍男請來。最後被小林政成擊敗
赤藤

### Ｔ高等學校棒球隊
隊長：山田
因優太郎在校外與狂屋分子起爭執，而教訓優太郎一頓，並拿球棒打其臀部。
優太郎
加地屋中等學校出身。與村田將五從少棒時期一直到中等學校２年級都是棒球隊隊友。在外因朋友緣故與狂屋成員起爭執，遭寺門率領５個成員毆打至傷。
竹內
與優太郎同齡。

### 初代黒焚連合
總長：古川 修
戶亞留市四天王之一，焚八商業高等學校的老大。人稱布魯，個性和善，有強著的打架實力，金王向其挑戰，結果金王戰敗。（連春道都覺得若與古川 修打起來說不定會輸）與春道是好朋友。畢業後繼承父親的事業。
副總長：高梨 修
百合川南高等學校的老大，相當聰明，打架實力也相當強悍。畢業後，成為演員。
幹部：片山千秋
百合川南高等學校的ＮＯ．２，最討厭被罵大廢材，鐵了心幹起架來比高梨　修還強。畢業後，與石川政雄一起加入天山建設公司。
幹部：丸山 健一
黑咲工業高等學校的老大。畢業後，創立丸山酒店賣酒。
幹部：角住 賢一
黑咲工業高等學校的老大。畢業後，進入轉運公司做三個月後，又轉進古川公司。
幹部：八木澤　明
塚本高等學校的老大，與石井兄弟是表親。畢業後，自家經營咖啡館。
幹部：平島信吾
七森工業高等學校的老大。畢業後，成為麵包師傅。
幹部：上杉良平
相田高等學校的老大。
幹部：石井兄弟
兄石井　武與弟石井　剛，與八木澤　明是表兄弟，是縣南暴走族ＲＡＴＳ頭目，人數約１００人，遭縣南五人組的其中三人瓦解後，被八木澤　明找來與布魯幹架，戰敗後投靠布魯。畢業後，皆進古川公司。
幹部：石川政雄
河田第二高等學校的老大，桂木　源次郎是其表哥。被中島 信助擊敗後，以個人身分留在布魯身邊，並跟布魯推薦讓中島 信助成為黑焚聯合的幹部。畢業後隨桂木　源次郎在天山建設公司工作。２１歲結婚生子。
幹部：中島 信助
一年級就幹掉石川政雄成為河田第二高等學校的老大，並當上黑焚聯合幹部。
安藤
河田第二高等學校的ＮＯ.２，是中島 信助的右手級人物。
土屋　豊
黑咲工業高等學校一年級的老大。被金王擊敗。
阿豐
黑咲工業高等學校一年級的ＮＯ.２。被金王擊敗。
玉田　敏
塚本高等學校一年級的老大。
朝比奈一輝
七森工業高等學校一年級的老大。
萬代勇次郎
焚八商業高等學校一年級的老大。
我妻俊介
百合川南高等學校一年級的老大。

### 二代黒焚連合
總長：中島 信助
戶亞留市新四天王之一。番場中等學校出身，外號菊石。一年級就幹掉石川政雄成為河田二高的老大。向坊屋春道挑戰，結果戰敗，但經過這場與坊屋春道的打鬥後，黑焚各學校的老大，就服首稱臣。畢業前，搬至其他縣。
副總長：万代勇次郎
焚八商業高等學校的老大。畢業前，因超車身受重傷，需住院５個月，宣布引退。
幹部：土屋　豊
黑咲工業高等學校的老大。
幹部：玉田　敏
塚本高等學校的老大。
幹部：朝比奈一輝
七森工業高等學校的老大。
幹部：我妻俊介
百合川南高等學校的老大。
安藤
河田第二高等學校的ＮＯ.２，是中島 信助的右手級人物。
阿豐
黑咲工業高等學校的ＮＯ.２。

### 天地軍團
稱之為『烏合之眾』也不為過的黑暗勢力。在大將‧天地壽的指示下，逐步打擊並收服舊黑焚聯合大部分勢力－－『黑咲工業』大原智志、『焚八商業』江田和義、『七森工業』增成秀雄、『塚本高中』正井廣明。目標統一這帶所有高等學校。被花組擊潰後，室戶善明隱退，所吸收的學校紛紛離開軍團，不過由天地　壽　大東　隆　室戶康明　賀川和也　內藤兄弟，六人所組成的天地軍團將更為頑強！
團長：天地　壽
戶亞留市最強六人之一。龍膽高等學校老大。天地軍團的大將。本名為「君島壽」。由父親扶養長大，母親在生下他後就立刻過世。國小時父親因被一起開公司的同伴背叛、公司和家都被查封而上吊自殺。之後被母方親戚天地家給收養當養子。挖角藤代拓海不成，將其撂倒。八板郁美說：天地　壽撂倒藤代拓海時，已比被月島　花擊敗時，還要強！與世良直樹對戰獲勝。打敗世良直樹時，已比撂倒藤代拓海時，還要強！最後在天狗之森再度向月島　花挑戰，敗北。擊敗前來襲擊的第三代萬侍帝國川內會會長：中森昇治與蓮條會會長：上關公明。在東京與第三代萬侍帝國七人會對決，作為第五個上陣對上火口周次，獲勝。
副團長：大東　隆
與室戶「放火」兄弟有些過節，其臉上傷疤就是室戶兄弟所留下。剛出獄時，室戶兄弟將他介紹給天地　壽。策劃襲擊武裝戰線。因天第軍團幹部一個接一個被擊潰，又連絡不上天地　壽，最後找來２０人綁架富永寅之助，引月島　花來到運動場，但找來的２０人有１７人被月島　花用長棍打捯，另外三人逃跑時，剛好碰到前來的天地　壽，有兩人被天地　壽打倒，另一人則跑掉，他勸天地　壽先撤退，卻也遭天地　壽一拳幹掉。
軍師：箕月邦彥
天地壽的老朋友。臨市升學名校清心曾高等學校二年級，有著學年第一名的優秀成績，縣內前三名的秀才，保送東京大學。在背後驅使漆黑之蠍，使蠍子像電動玩具般行動的陰險傢伙。挑起百鬼與斬愧之虎抗爭以及武裝戰線與黃泉之梟互鬥之人。遭佐佐木春押至藤代拓海面前逼供，事後他告知天地　壽，遭天地　壽一拳打飛，並踢出軍團。
直屬幹部：賀川和也
岡中等學校出身，人稱川和，沒有讀高中，國中時也是以危險而著名。通稱「卡卡」、「賀仔」。是個為了實現天地壽的野心而不擇手段的危險人物。鳳仙學園與天地軍團抗爭中，賀川和也率一幫人襲擊，福浦大助和田島隆廣。遭衝進天地　壽基地的月島　花一拳給擊敗。之後在花組與天地軍團抗爭中，被大善　努打到口吐白沫。
直屬幹部：室戶善明
天地壽用錢僱用的瘋狂兄弟。室戶「放火」兄弟的哥哥，在小六時夥同弟弟對警察局放火，還以強盜、傷害、婦女暴力等原因待過少年院。率內藤兄弟襲擊，工作中的月本光信，引發天地軍團與鳳仙學園抗爭的導火線。率內藤兄弟找花木九里虎麻煩，結果慘敗，並被花木九里虎說他有河內鐵生３成的實力。之後即引退，並請內藤兄弟去跟著室戶康明。
直屬幹部：室戶康明
天地壽用錢僱用的瘋狂兄弟。室戶「放火」兄弟的弟弟，在小五時夥同哥哥對警察局放火，因父親欠了一大筆債，跟其兄長一起受雇於天地壽，成為天地軍團的旗子之一。之後在花組與天地軍團抗爭中，被迫田武文擊敗。
直屬幹部：黑岩和志
龍膽高等學校。在公園想找武藤蓮次麻煩反被武藤蓮次Ｋ。鳳仙學園與天地軍團抗爭中，遭月本光法擊敗。
直屬幹部：前園　悟
龍膽高等學校。手持鐵棒偷襲月本光政，遭打倒。
幹部：內藤兄弟
隸屬室戶善明。兄·內藤一期與弟·內藤一會，是室戶善明在少年觀護所收的乾弟，並在之後一起行動的雙胞胎殘忍兄弟中的兄。鳳仙學園與天地軍團抗爭中，襲擊真島一也。跟著室戶善明去找花木九里虎麻煩，結果內藤一會被花木九里虎一腳踹飛。而內藤一期，則被前來替百合川男高等學校學生報仇的櫻田朝雄擊敗。
幹部：正井廣明
隸屬大東　隆。塚本高等學校老大。鳳仙學園與天地軍團抗爭中，遭月本光義擊敗。
幹部：增成秀雄
隸屬大東　隆。七森工業高等學校老大。被月本光義活逮，遭打個半死，被裸吊在女子高等學校的行人天橋上。
幹部：江田和義
隸屬大東　隆。焚八商業高等學校老大。
幹部：大原
隸屬大東　隆。黑咲工業高等學校老大。
幹部：內田浩二
隸屬大東　隆。二代漆黑之蠍頭目。跟隨天魔ＫＫＫ攻打武裝戰線，結果反被武裝戰線跟蹤，結果第二代漆黑之蠍４０多人兵敗如山倒，敗給第七代武裝戰線。
堪見英一
七森工業高等學校ＮＯ．２。

#### 天魔ＫＫＫ
姬川　敬
天地壽用錢雇用的極惡三人組之首。關西人，說話都帶有關西腔。曾搶過第六代武裝戰線頭目河內鐵生在餐廳打工，佐藤前輩的薪水袋，被河內鐵生打個半死。過一年後被大東　隆找來帶領漆黑之蠍攻打武裝戰線，結果反被武裝戰線跟蹤，而逃跑。之後又隻身一人去向村田將五挑戰，在被第七代武裝戰線頭目村田將五打了一頓後，被其一番話點醒，下定決心要加入武裝戰線。
小林健昇
天地壽用錢雇用的極惡三人組之一。被大東　隆找來攻打武裝戰線，結果反被武裝戰線跟蹤。遭難波武志幹掉。
正岡賢一郎
天地壽用錢雇用的極惡三人組之一。被大東　隆找來攻打武裝戰線，結果反被武裝戰線跟蹤。遭山口善次郎幹掉。

#### 與月島　花同時代
第二屆：
天地　壽
戶亞留市最強六人之一。加地屋中等學校出身，武田好誠的後輩。中等學校時期與村田將五幹架，被打斷３根肋骨並住院一個月，但其也在村田將五臉上留下一條傷疤。從鈴蘭轉學過來，一年級就當上龍膽高等學校老大，並率領黑岩和志等六人襲擊花木九里虎，但六人皆敗在九里虎之下。
堂本
黑岩和志
第一中等學校出身的，以卑鄙有名的混混。高等學校三年級即休學。
前園　悟
第一中等學校出身的，以卑鄙有名的混混。高等學校三年級即休學。
奧田
黑岩和志與前園　悟休學後，每天毆打意志消沉的天地　壽，並自立為王。最後被天地　壽擊敗。

#### 與宮本三文同時代
第四屆：
伊調一
戶亞留市最強十人之一。龍膽高等學校老大。通稱一平。三年級才從關西高等學校轉到龍膽高等學校，相當喜歡單挑，轉學一個月即控制整個龍膽高等學校。設計一平十回勝負，透過各種管道搜集情報選出戶亞留市最強十人，從第十位開始挑戰，首戰在市政府停車場對上多宮 輝獲勝，二戰對上門倉獲勝，三戰對上川島獲勝，四戰對上佐島洋助獲勝，可隔週宮本三文即前來為佐島洋助報仇，其對上宮本三文敗北。實力為戶亞留市NO.5。

### 焚八商業高等學校

#### 與川西　昇同時代
平間和友
焚八商業高等學校老大，初代武裝戰線副頭目。
長谷川定政
第二中等學校出身。創立武裝戰線四人之一。
門田陽一
第二中等學校出身。通稱蒙田。創立武裝戰線四人之一。

#### 與瀧谷源治同時代
鍛治 光生
焚八商業高等學校老大。通稱超合金阿光。高等學校三年紀以前未嚐敗績，最後被瀧谷源治擊敗。

#### 與坊屋春道同時代
古川　修
焚八商業高等學校老大，初代黑焚聯合總長，戶亞留市四天王之一。

#### 與花澤三郎同時代
萬代勇次郎
焚八商業高等學校老大，二代黑焚聯合副總長。

#### 與花木九里虎同時代
阿部
焚八商業高等學校老大。是個很有魄力的人。最後被室戶善明等人圍攻襲擊。

#### 與月島　花同時代
岸本
二年級就成為焚八商業高等學校ＮＯ．２。是個很有個性的人。最後被室戶康明給幹掉。

#### 與宮本三文同時代
川島
戶亞留市最強十人之一。焚八商業高等學校老大。三年級對上伊調一敗北。實力為戶亞留市NO.8。

### 百合川南高等學校

#### 與坊屋春道同時代
高梨 修
百合川南高等學校老大，初代黑焚聯合副總長。
片山千秋
百合川南高等學校ＮＯ．２，初代黑焚聯合幹部。

#### 與花澤三郎同時代
我妻俊介
百合川南高等學校老大，二代黑焚聯合幹部。

#### 與月島　花同時代
櫻田朝雄
戶亞留市最強六人之一。百合川南高等學校老大，通稱阿波。向花木九里虎挑戰三次皆敗。與鈴蘭男子高等學校的山口蘭丸是自小的舊識。因山口蘭丸告知他鈴蘭男子高等學校除花木九里虎外還有個厲害傢伙！而且與他同齡，叫做月島　花！無論如何都千萬部要靠近他！所以他就去找月島　花挑戰，但在途中遇到八坂郁美和村川勝弘及富勇寅之助，因八坂郁美說出他最忌諱的字，而被他一拳幹掉，連村川勝弘也被他一拳幹掉，並叫富勇寅之助傳話給月島　花。最後與月島　花對戰時，雖閃過月島　花的上鉤拳，但他也被月島　花的上鉤拳給嚇到逃跑（連校服也不拿並丟下秋山潤一逃跑）。與月島　花對戰後，深知自己不是月島　花的對手。擊敗前來襲擊的第三代萬侍帝國南　會會長：矢澤廣將。在東京與第三代萬侍帝國七人會對決，作為第四個上陣對上井上辰巳，敗北。
秋山潤一
百合川南高等學校ＮＯ．２。陪同櫻田朝雄去找月島　花挑戰。櫻井朝雄逃跑後，他被八坂郁美和村川勝弘打好幾拳，還被迫買飲料，並默默將櫻田朝雄的制服拿回。

### 黑咲工業高等學校

#### 與鏑木旋風雄同時代
柴田浩樹
黑咲工業高等學校老大。

#### 與坊屋春道同時代
丸山 健一
黑咲工業高等學校老大，初代黑焚聯合幹部。
角住 賢一
黑咲工業高等學校老大，初代黑焚聯合幹部。

#### 與花澤三郎同時代
土屋　豊
黑咲工業高等學校老大，二代黑焚聯合幹部。
阿豐
黑咲工業高等學校ＮＯ.２。

#### 與花木九里虎同時代
渡部智樹
黑咲工業高等學校老大。與四名黑咲工業高等學校幹部在隧道內遇上內藤兄弟將四名幹部幹掉，而他則被室戶善明痛毆致鼻骨折斷，肋骨也斷好幾根。

#### 與月島　花同時代
藤代拓海
加地屋中等學校出身。室戶康明找其幹架，而遭其瞬間擊倒，但與天地　壽打卻遭瞬間撂倒。二年級即休學。休學後，至本誠俊明工作的車行上班。
桑原真橙
初中２年級時，在冬天被迫田武文扔到游泳池裡，因此相當害怕迫田武文。受藤帶拓海之託，暗中調查天地軍團。
山口善次郎
一年級轉入黑咲工業高等學校，化學工學科，轉入一個多月即挑戰藤代拓海，戰敗。受藤帶拓海之託，暗中調查天地軍團。
長澤
渡部智樹被幹掉後，以二年級就成為黑咲工業高等學校老大，機械科Ｂ班。之後大東隆找他談話，談話結束後，長澤說黑咲工業高等學校不能被看扁，就帶著大原和誠等２０多人，去攻打天地軍團，最後反被４０多人包圍，他則被室戶康明打得半死。
大原
渡部智樹及長澤被幹掉後，以二年級就成為黑咲工業高等學校老大。天地軍團幹部。
宮下
率眾尋找座黑兄弟。
誠
杉浦步巳
原名川原步巳。小學四年級時搬至迫田武文家附近，與迫田武文同班，總是低頭走路　膽小怕事，每天都膽顫心驚，所以迫田武文決定要照顧他並使其振作起來，所以經常揍他。中等學校時又與迫田武文同班，每天幫迫田武文揹書包　買麵包　令其在大家面前出糗，但迫田武文並沒有欺負他的意思，只是想保護他，但對他來說，那種日子簡直生不如死！中等學校二年級時，失控的他持美工刀劃破迫田武文嘴巴。迫田武文嘴上的傷疤就是那時留下來的。事情鬧得很大，最後驚動雙方家長及警察，事發後不到一週就搬家。高等學校時，迫田武文向其道歉，他也向劃傷迫田武文的事道歉。之後被迫田武文發現他被三個小混混勒索，迫田武文再找其出來，並與他說要勇於像小混混說不，後來三個小混混又來找他勒索，他堅決說不要，小混混將其毒打後就走，最後迫田武文私下替其報仇，打倒３個小混混。迫田武文介紹下與富永寅之助成為好朋友。

### 塚本高等學校

#### 與坊屋春道同時代
八木澤　明
塚本高等學校老大，初代黑焚聯合幹部。

#### 與花澤三郎同時代
玉田　敏
塚本高等學校老大，二代黑焚聯合幹部。

#### 與月島　花同時代
正井廣明
塚本高等學校老大。天地軍團幹部。

### 七森工業高等學校

#### 與瀧谷源治同時代
高村 昌幸
七森工業高等學校老大。最後被田村忠太擊敗

#### 與坊屋春道同時代
平島信吾
七森工業高等學校老大，初代黑焚聯合幹部。

#### 與花澤三郎同時代
朝比奈一輝
七森工業高等學校老大，二代黑焚聯合幹部。

#### 與花木九里虎同時代
藤丸
七森工業高等學校老大，在車站廁所被室戶善明揍。

#### 與月島　花同時代
新川智久
七森工業高等學校二年級成為當屆ＮＯ．１，是討好三年級的才換取此地位。被室戶康明找出來與天地　壽幹架，而身受重傷。
增成秀雄
七森工業高等學校老大。陪同新川智久赴室戶康明的約。事後被天地　壽挖角至天地軍團。藤丸和新川被天地壽及室戶善明幹掉後，他成為七森工業高等學校老大。天地軍團幹部。
堪見英一
七森工業高等學校ＮＯ．２。陪同新川智久赴室戶康明的約。事後被天地　壽挖角至天地軍團。藤丸和新川被天地壽及室戶善明幹掉後，他成為七森工業高等學校ＮＯ．２。

#### 與大善　努同時代
衫
一年級時，在車站廁所看到藤丸被室戶善明揍。

#### 與宮本三文同時代
門倉
戶亞留市最強十人之一。七森工業高等學校老大。三年級對上伊調一敗北。實力為戶亞留市NO.9。

### 河田第二高等學校

#### 與瀧谷源治同時代
久賀陽二
河田第二高等學校老大。人稱打架專家，自稱帥哥男孩。得知瀧谷源治擊敗芹澤多摩雄後，去找瀧谷源治單挑，最後敗北。
海老原 學
河田第二高等學校No.2。反叛久賀陽二，九人圍毆久賀陽二致重傷，篡奪老大之位，並與焚八商業高等學校和七森工業高等學校結盟，目標拿下鈴蘭!最後被久賀陽二擊敗

#### 與林田 惠同時代
竹內
二年級時被焚八商業高等學校的人揍。
今川
二年級時被焚八商業高等學校的人揍。

#### 與坊屋春道同時代
石川政雄
河田第二高等學校老大，初代黑焚聯合幹部。
富田
一年級時被焚八商業高等學校的人揍。

#### 與花澤三郎同時代
中島信助
番場中等學校出身。河田第二高等學校老大，二代黑焚聯合總長，戶亞留市新四天王之一。
安藤
河田第二高等學校ＮＯ．２。

#### 與月島　花同時代
世良直樹
戶亞留市最強六人之一。第三中等學校出身，中等學校時，父親在工地工作意外身亡。與武藤蓮次交情甚好，中等學校時期與迫田武文交手過，打成平手。自幼與中島信助一起長大，深受中島信助厚愛的後輩，河田第二高等學校老大。與天地　壽對戰敗北。向月島　花挑戰敗北。擊敗前來襲擊的第三代萬侍帝國黑門會會長：伊丹亮介。在東京與萬侍帝國七人會對決做為第三個上陣對上中野一成，因手傷敗北。
小澤知行
河田第二高等學校五人組之一。在世良直樹敗給天地　壽後，還與天地軍團拚戰２６天，最後簽訂，不動世良直樹為主的投降書。
杉野雅之
河田第二高等學校五人組之一。在世良直樹敗給天地　壽後，還與天地軍團拚戰２６天，最後簽訂，不動世良直樹為主的投降書。
岡野　宏
河田第二高等學校五人組之一。在世良直樹敗給天地　壽後，還與天地軍團拚戰２６天，最後簽訂，不動世良直樹為主的投降書。
阿部翔平
河田第二高等學校五人組之一。在世良直樹敗給天地　壽後，還與天地軍團拚戰２６天，最後簽訂，不動世良直樹為主的投降書。
北山拓也
河田第二高等學校五人組之一。在世良直樹敗給天地　壽後，還與天地軍團拚戰２６天，最後簽訂，不動世良直樹為主的投降書。
高野　俊
河田第二高等學校幹部。在世良直樹敗給天地　壽後，還與天地軍團拚戰２６天，最後簽訂，不動世良直樹為主的投降書。
鈴木真彥
河田第二高等學校幹部。在世良直樹敗給天地　壽後，還與天地軍團拚戰２６天，最後簽訂，不動世良直樹為主的投降書。
大塚雄太
河田第二高等學校幹部。在世良直樹敗給天地　壽後，還與天地軍團拚戰２６天，最後簽訂，不動世良直樹為主的投降書。
角谷　晉
河田第二高等學校幹部。在世良直樹敗給天地　壽後，還與天地軍團拚戰２６天，最後簽訂，不動世良直樹為主的投降書。
平山正德
河田第二高等學校幹部。在世良直樹敗給天地　壽後，還與天地軍團拚戰２６天，最後簽訂，不動世良直樹為主的投降書。
野村
押川
和世良直樹有過節，還帶河田第二高等學校的１５名學生加入天地軍團，結果遭大東隆用鐵針刺穿嘴巴，並踢出天地軍團。

### 東陽臺高等學校
奧野啟一
漆黑之蠍成員。
三遲
岡田
在摩白車站，原本要找月本光法麻煩，但被大善　努，突如其來的一腳踢倒。
青木
二年級時，被村越潤打穿耳膜。
大島
要替青木報仇，招集人要打村越潤。
太田
與村月潤約在別當運動場時，先逃走。

### 與宮本三文同時代
多宮輝
戶亞留市最強十人之一。內藤高等學校老大。通稱阿輝。19X公分的大塊頭為內藤高等學校近十年來唯一出現的大人物。三年級在市政府的停車場對上伊調一敗北。實力為戶亞留市NO.10。

### 五國休戰協定
為阻止第三代狂屋總長．和岐洋市及第四代武裝戰線頭目．九能龍信為中心的鬥爭不斷激化，第三代狂屋　第四代武裝戰線　百鬼　史頓和暴帝利亞五大集團達成休戰協議。之後史頓改名為屍，而暴帝利亞更分裂為三派分別是：斬愧之虎　黃泉之梟及漆黑之蠍。如今加盟休戰協定的有第四代狂屋　第六代武裝戰線　百鬼　屍和斬愧之虎五個集團。在武裝戰線與狂屋爭執事件會議中，河內鐵生宣布第六代武裝戰線退出休戰協定。

### 初代百鬼
擁有１５０人，是戶亞留市最強大組織。
總長：中條明
幹部：金澤
挖角鈴木惠三未果。
金　亨哲

### 第二代百鬼
幹部：金　亨哲
與長谷川定政和門田陽一關係不錯。下有一個小他８歲的弟弟金　亨寬。

### 第三代百鬼
總長：山內太一郎
２１歲比月島　花長５歲。歷經九能龍信　武田好誠　河內鐵生三代武裝戰線世交。作為第六代武裝戰線與狂屋事件的中間人。與第六代武裝戰線頭目河內鐵生是很好的酒友。百鬼與斬愧之虎，因晴本茂雄遭襲擊事件產生誤會，而即將引爆戰爭時，親自拜託河內鐵生出面阻止戰爭。引退後，與剛滿１８歲的女友結婚生子。
副總長：高山弘幸
２０歲比月島　花長４歲。
森谷
河內鐵生領著村田將五，至山內太一郎安排地點，與狂屋談判時的接待人。
池田　亮
和田正義
虎之藤
河田
初代總長山內太一郎退位後，與仙波在爭第四代總長之位。
仙波
初代總長山內太一郎退位後，與河田在爭第四代總長之位。

### 第二代狂屋
幹部：坂井
挖角鈴木惠三未果。

### 第三代狂屋
總長：和岐洋市
因交通事故隱退。

### 第四代狂屋
原總長：蛭田雅史
在各副頭目來聚會，打破休戰協定，攻擊各副頭目。並找來第八代錢屋一家第九支部長為其撐腰，更想使狂屋變成錢屋一家第十支部。之後在丘上公園第八代錢屋一家副總長出現擺平此事。最後被剛打倒７名狂屋成員而負傷累累，就讀加地屋中等學校三年級的武田好誠幹掉。
原副總長：柿村
為慶祝第四代總長上任，而邀請第四代武裝戰線　百鬼　爆帝利亞　史頓各副頭目來聚會。最後被鮫島幹掉。
聽從第三代總長建議重選第四代總長
總長：石河高史
幹部：寺門
率人毆打優太郎折斷其手指，之後並向其勒索未遂。最後遭村田將五痛毆至住院。
河村
櫻井肇
武裝戰線與狂屋爭執事件會議後找村田將五幹架，結果敗北。

### 第五代狂屋
總長：櫻井肇
處事冷靜慎重。

### 史頓
副頭目：橋本正

### 屍
前身為史頓。之後加入萬侍帝國。
頭目：江波泰弘
與Double Head Dragon頭目美川利實結夥加入萬侍帝國。

### 爆帝利亞
副頭目：松尾吾一　

### 初代慙愧之虎
前暴帝利亞分支。
頭目：晴本茂雄
經常光顧和內鐵生兼職的拉麵店，與河內鐵生是好友。被用木刀襲擊，昏迷數天，此事件斬愧之虎的人誤以為是百鬼的人幹的。受藤代拓海之託，作為阻止武裝戰線與黃泉之梟抗爭的中介人。
副頭目：本間義勝
行動隊：
隊長：藤　昌平
為替頭目報仇，毆打百鬼的人。
十津川全吉

### 第二代慙愧之虎
頭目：藤　昌平
副頭目：十津川全吉

### 初代黃泉之梟
前暴帝利亞分支。
頭目：井上
副頭目：平野國正
山邊正一
高木明男

### 第二代黃泉之梟
頭目：平野國正
想出風頭，有野心的人。與E.M.O.D頭目前川宗春是童年好友。
幹部：山邊正一
告知小林一善，要注意E.M.O.D。
高木明男
小林一善中等學校時的後輩。

#### 初代漆黑之蠍
前暴帝利亞分支。都是些中等學校學生或輟學小混混所組成的團體。
首領：山本
２０歲比月島　花長四歲，因吸食天拿水過量，人已變成不正常。
副首領：藤枝
19歲比月島 花長三歲，並無參與突襲鈴蘭計畫，但出手打傷花木九里虎其中一個女朋友，最後被花木九里虎一腳踹飛。
隊長：田原智仁
東中等學校出身。原鈴蘭學生，與黑澤和光有些恩怨，一年級時就退學。田原隊隊長帶領人數約３０人。率領漆黑之蠍眾襲擊武藤蓮次及富永寅之助，蓮次讓寅之助去告知月島　花，獨自一人留下，而被打傷進醫院。最後被月島　花率領花一家５人眾＋藤代拓海與山口善次郎７人幹掉。
隊長：鐮田九志
東中等學校出身。原鈴蘭學生，冬天時，遭原田十希夫在體育館後面打得頭破血流，一年級時就退學。鐮田隊隊長帶領人數約３０人。率領漆黑之蠍眾襲擊神戶好克,將其打傷進醫院。最後被原田十希夫率領原田一派給幹掉。
水谷
隸屬田原隊。最後被月島　花幹掉。
阿俊
隸屬田原隊。最後被月島　花幹掉。

#### 第二代漆黑之蠍
頭目：內田浩二
接掌重組後的蠍子，天地軍團幹部，專門替天地壽執行見不得光的暗事。
池田　亮
三生高等學校的。襲擊晴本茂雄三人組之一。最後被佐佐木春擊敗，遭村田將五帶回。
奧野啟一
東陽臺高等學校的。襲擊晴本茂雄三人組之一。是遭村田將五查出其身分。
橋田友行
沒進高等學校。襲擊晴本茂雄三人組之一。是遭村田將五查出其身分。

### 安生市組織
族：ＮＯ.５勢力。
Biker：ＮＯ.４勢力。
Gang：ＮＯ.３勢力。
E.M.O.D：原ＮＯ.2勢力。擊敗Double Head Dragon後，成為最大勢力。
Double Head Dragon：原最大勢力。在E.M.O.D盯上武裝戰線前夕，與E.M.O.D發生衝突，最後遭E.M.O.D擊潰。事後加入萬侍帝國。

### E.M.O.D
在鬼塚煙囪長年噴煙的工業區，那裡附近有一個住宅區，E.M.O.D是由在那出生成長的人所組成，人數約２０人，只會招收在鬼塚區成長的人，所以總人數約３０人，一群好勇鬥狠的傢伙聚集起來的組織。與第二代黃泉之梟關係友好。不時向其他組織挑釁，惹是生非，結果連累第二代黃泉之梟，到處替他們善後。之後還盯上武裝戰線。
頭目：前川宗春
安生市最強男人。與第二代黃泉之梟頭目平野國正是童年好友。在第七代武裝戰線與E.M.O.D決戰，被村田將五擊敗。擊敗前來襲擊得第三代萬侍帝國池島會副會長：池島次雄。事後對上前來報仇的第三代萬侍帝國七人會之一的比留間有志，打成平手。
副頭目：國吉洋次
在第七代武裝戰線與E.M.O.D決戰，與藤代拓海交手，沒分出勝負。
伏見　昇
E.M.O.D的NO.3。在第七代武裝戰線與E.M.O.D決戰，被佐佐木春擊敗。
板倉和之
遭第七代武裝戰線別動隊KKK襲擊。
村岸貴志
遭第七代武裝戰線別動隊KKK襲擊。
川代次郎
遠山常雄
在武裝戰線第二波攻擊，被奈良　明給幹掉。擊敗前來襲擊得第三代萬侍帝國川久保會會長：谷田部昌久。
吉田瑞穗
畑日出夫
受國吉洋次命令，襲擊武裝戰線，作為雙方開打的導火線。
高城　忍
受國吉洋次命令，襲擊武裝戰線，作為雙方開打的導火線。
座黑兄弟
兄：座黑亞希　弟：座黑真希。受前川宗春命令，第二波攻擊武裝戰線。事後，在便利商店外，與百合川南高等學校一年級學生，因肩膀碰撞而發生爭執，座黑兄弟將其打爆。之後在車站廁所內，又與鳳仙學園高等學校一年級的三名學生發生爭執，對方三人被打得連他娘都不認識，其中一名叫卓也的學生被打到送醫院。最後座黑兄弟，在公園哩，招惹到花木九里虎，兄亞希被一腳踹飛，弟真希被一拳擊倒。事後，座黑兄弟自動向國吉洋次說要退出這次的爭戰。座黑亞希擊敗前來襲擊得第三代萬侍帝國池島會幹部：船井。
三藤信次
安生中央高等學校一年級。其兄三藤明良是前川宗春和國吉洋次的前輩。在第七代武裝戰線與E.M.O.D決戰，被戶土原鄉金擊敗。
高田一男
安生中央高等學校一年級。在第七代武裝戰線與E.M.O.D決戰，被伊東廉藏擊敗。

### Double Head Dragon
人數約８０人，並會利用約１００名中等學校學生替他們做事。
頭目：美川利實
被E.M.O.D擊敗時，跪在前川宗春面前求他饒恕，在斷了四顆牙後，他邊哭邊把血滴的到處都是。過幾天後，與屍頭目江波泰弘結夥加入萬侍帝國。
副頭目：平田和彥

### 縣南五人組
只動用３個人就將石井兄弟帶領的ＲＡＴＳ約有１００人大軍給瓦解，之後跑去黑焚聯合要幹掉石井兄弟，並先後打敗黑焚聯合許多幹部。
木津京介
港南第一中等學校出身。傻呼呼，但打架一對一單挑從來沒輸過，初中二年級成為港南第一中等學校老大。同年與本島好一　陣內公平　藤川輝四個人一起攻打波中等學校第一次慘敗波中等學校集結４０多人，四人慘遭圍毆，皆住院３天，出院後隨即展開報復，最後西田跪在京介面前求饒，成為縣南區域中等學校的老大。出獄知道公平被刺殺，瞞著照　紀木　貝魯克，私下與黃及在管教所裡的兄弟找尋幕後兇手，知道是八間丁次後，去毆打八間丁次。縣南五人組中ＮＯ．１，實力應與九頭神龍男相當。
陣內公平
浜中等學校出身。外號瘋子，脾氣暴燥，但很聰明，初中二年級成為浜中等學校老大。同年與本島好一　藤川輝　木京津介四個人一起攻打波中等學校第一次慘敗波中等學校集結４０多人，四人慘遭圍毆，皆住院３天，出院後隨即展開報復，最後西田跪在京介面前求饒，成為縣南區域中等學校的老大。縣南五人組中ＮＯ．２，實力應與九能龍信和美藤龍也相當。
春山孝一
第四中等學校出身。外號貝魯克，初中二年級就一個人統治縣南旁邊城市的３個中等學校。同年與木京津介單挑３次皆敗。瓦解ＲＡＴＳ之一，幹掉石井武，與片山千秋打兩次，戰績一敗一勝。縣南五人組中ＮＯ．３。
本島好一
港東中等學校出身。外號紀木，初中二年級就幹掉三年級老大井上，成為港東中等學校首腦。同年與藤川輝　陣內公平　木京津介四個人一起攻打波中等學校第一次慘敗波中等學校集結４０多人，四人慘遭圍毆，皆住院３天，出院後隨即展開報復，最後西田跪在京介面前求饒，成為縣南區域中等學校的老大。瓦解ＲＡＴＳ之一，幹掉平島信吾，石井剛，之後被坊屋春道打敗。縣南五人組中ＮＯ．４，實力與真弓鐵次相當。
藤川輝
港東中等學校出身。外號照，初中二年級就幹掉三年級老大井上，成為港東中等學校首腦。同年與本島好一　陣內公平　木京津介四個人一起攻打波中等學校第一次慘敗波中等學校集結４０多人，四人慘遭圍毆，皆住院３天，出院後隨即展開報復，最後西田跪在京介面前求饒，成為縣南區域中等學校的老大。瓦解ＲＡＴＳ之一，幹掉八木澤明，高梨　修，之後被九能龍信打敗，戰敗後與九能龍信結為兄弟。縣南五人組中ＮＯ．５。

### 縣南中等學校分佈
港東中等學校
代表人物：藤川輝　本島好一　井上（被本島好一給幹掉）
濱中等學校
代表人物：陣內公平
港南第一中等學校
代表人物：木津京介
波中等學校
代表人物：西田（被木津京介幹掉）　
第四中等學校
代表人物：春山孝一

### 蛇頭組織
是海邊的一個城市，有２０多人的組織，並吸收原本地五大勢力有附近打手組織屁怒呂及以白華高中為中心的白華聯合　ＢＡＳＥＭＥＮＴ　ＲＡＴＳ　江連學園和白狼，人數各約有３０多人，底下還有許多初中生加起來人數約有２５０人。使蛇頭擴大成擁有２７０人的組織。
頭目：八間丁次，通稱八丁。
懸賞獎金，要幹掉縣南五人組。而縣南五人組中的照，就被一名中學二年級的學生拿刀捅傷。是十國組老大的獨生子。雇用園田正幸刺殺陣內公平。最後被木津京介毆打，鼻骨　額骨皆受傷，肋骨斷兩根。實力應接近九能龍信和美藤龍也。
副頭目：陣內公平
原縣南五人組之一，為了將來有機會加入十國組並篡位成為十國組老大，而加入蛇頭組織。之後遭園田正幸刺殺身亡。
本隊幹部：真弓鐵次
七人組之首。被陣內公平擊敗後，對陣內公平相當忠心。擊敗花澤三郎，之後被坊屋春道給幹掉。
本隊幹部：本橋正芳
七人組之一。真弓鐵次被陣內公平擊敗後，對陣內公平相當忠心。被坊屋春道給幹掉。
本隊幹部：飯島伸洋
七人組之一。真弓鐵次被陣內公平擊敗後，對陣內公平相當忠心。被美藤龍也給幹掉。
本隊幹部：大島智之
七人組之一。真弓鐵次被陣內公平擊敗後，對陣內公平相當忠心。擊敗加東秀吉，之後被九能龍信給幹掉。
本隊幹部：志賀幸夫
七人組之一。真弓鐵次被陣內公平擊敗後，對陣內公平相當忠心。擊敗岩城軍司，之後被美藤龍也給幹掉。
本隊幹部：江口隼人
七人組之一。對八丁很忠心，被陣內公平擊敗，並遭陣內公平私自驅逐出蛇頭組織。
本隊幹部：園田正幸
七人組之一。對八丁很忠心，被陣內公平擊敗，並遭陣內公平私自驅逐出蛇頭組織。刺殺陣內公平後，就去自首。
分隊幹部：沼田　悟
原五大勢力之一，ＢＡＳＥＭＥＮＴ　ＲＡＴＳ的老大。
分隊幹部：關口貴志
原五大勢力之一，江連學園的老大。被武裝戰線的香月健給幹掉。
分隊幹部：村上一弘
原五大勢力之一，白狼的老大。被九能龍信給幹掉。
分隊幹部：八城一機
原五大勢力之一，屁怒呂的老大。被美藤龍也和貝魯克幹掉含八城一機共１４人。
分隊幹部：堂島　聰
原五大勢力之一，白華聯合的老大。被九能龍信及武裝戰線的國武亮太和三島武太還有紀木幹掉含堂島　聰共１９人。
小幹部：藤田
與縣南五人組的紀木幹架時，鼻骨被打斷。
小幹部：佐藤
被美藤龍也給幹掉。
小幹部：須賀
被美藤龍也給幹掉。
小幹部：三田
被九能龍信給幹掉。
小幹部：世澤
被九能龍信給幹掉。
小幹部：阿南
被九能龍信給幹掉。
小幹部：小野
真弓鐵次被坊屋春道給幹掉之後，送真弓鐵次到醫院。

#### 極惡兄弟
中京聯合非常著名的兄弟檔。
下地幸太郎
下地福太郎
與九頭神龍男幹架，頭部受重傷，因要報仇與哥哥追蹤龍男至春道的城市。

#### 初代萬侍卍帝國
以九頭神虎男及九頭神龍男兩兄弟為中心結成的集團，萬侍創立之後，以東京町田市做為本部，不斷向別的勢力發動征戰，在萬侍壓倒性的攻勢下，周圍的勢力紛紛向萬侍舉白旗。就這樣，不到２年的時間萬侍擁有從北海道到九州共２２個支部，成為日本最大也是最強的組織。
其中最有名的是雪天的箱根事件，是在某年冬天萬侍帝國跟箱根的中京聯合火拼，雙方的重傷人員不計其數，警車也被燒毀幾輛，有３０人以上被捕。經過此戰，前中京聯合被迫解散，大部分成員投靠萬侍帝國。從那以後，日本再也沒有敢和萬侍帝國對抗的勢力。
九頭虎會
萬侍總長九頭神虎男所率領會，也就是萬侍帝國的最高行政會。
總長：九頭神虎男
與坊屋春道同齡。
幹部：伊能秀次郎
被總長指名為第二代總長的男人。
九頭龍會
萬侍副總長九頭神龍男所率領會，也就是萬侍帝國的次高行政會。
副總長：九頭神龍男
與安田泰男同齡。人稱日本不良界最強的男人。與剛到東京的美藤龍也幹架，將其胳膊折斷，大勝。還一個人幹掉武田好誠及整個武裝戰線。隨後幹掉金山　丈及氏家。花澤三郎向其挑戰也遭慘敗。一個人幹掉抄傢伙的極惡兄弟。最後被坊屋春道給擊敗。被春道擊敗後，將九頭龍會解散，與敏男另創九頭神會。
幹部：敏男
對九頭神龍男相當忠心。
江戶川會
與合同會並列萬侍第三行政會。
會長：中西長次
立石登：是貝魯克的朋友。
合同會
與江戶川會並列萬侍第三行政會。
會長：金子
首東會
隸屬江戶川會，與金城　全斗　織田健會並列萬侍第五行政會。
金城會
隸屬江戶川會，與首東　全斗　織田健會並列萬侍第五行政會。
全斗會
隸屬合同會，與首東　金城　織田健會並列萬侍第五行政會。
織田健會
隸屬合同會，與首東　金城　全斗會並列萬侍第五行政會。
北壹會
隸屬首東　金城會。
森重會
隸屬首東　金城會。
比留間會
隸屬首東　金城會。
十文字會
屬於獨立會。
水川會
隸屬全斗　織田健會。
鈴連會
隸屬全斗　織田健會。
三田會
隸屬全斗　織田健會。
桃仁會
隸屬北壹會。
道山會
隸屬森重會。
益田會
隸屬比留間會。
江之本會
隸屬十文字會。
川久保會
隸屬水川會。
南　會
隸屬鈴連會。
正宗會
隸屬三田會。

#### 第二代萬侍卍帝國
擁有從北海道到九州共２０個支部。
九頭虎會
萬侍總長伊能秀次郎所率領會，也就是萬侍帝國的最高行政會。
總長：伊能秀次郎
幹部：谷　義友
江戶川會
萬侍副總長中西長次所率領會，也就是萬侍帝國次高行政會。原與現和銅會的前身合同會並列第３行政會。
副總長：中西長次
幹部：木村政道
被總長指名為第三代總長的男人。與月島　花同齡。
首東會
與織田健　金城　和銅會並列萬侍帝國第三行政會。原與金城　全斗　織田健會並列萬侍第五行政會。
織田健會
與首東　金城　和銅會並列萬侍帝國第三行政會。原與首東　金城　全斗會並列萬侍第五行政會。
金城會
與首東　織田健　和銅會並列萬侍帝國第三行政會。原與首東　全斗　織田健會並列萬侍第五行政會。
和銅會
與首東　織田健　金城會並列萬侍帝國第三行政會。前身是與江戶川會並列第三行政會的合同會。
森重會
隸屬首東　織田健會。原隸屬首東　金城會。原底下直系道山會已解散。
十文字會
隸屬首東　織田健會。原屬於獨立會。
比留間會
隸屬首東　織田健會。原隸屬首東　金城會。
水川會
屬於獨立會。原隸屬全斗　織田健會。
鈴連會
隸屬金城　和銅會。原隸屬全斗　織田健會。
三田會
隸屬金城　和銅會。原隸屬全斗　織田健會。
全斗會
隸屬金城　和銅會。原與首東　金城　織田健會並列第五行政會。
北壹會
隸屬森重會。原隸屬首東　金城會。原底下直系桃仁會已解散。
益田會
隸屬十文字會。原隸屬比留間會。
江之本會
隸屬比留間會。原隸屬十文字會。
川久保會
隸屬水川會。
南　會
隸屬鈴連會。
正宗會
隸屬三田會。
九頭神會
隸屬全斗會。創立後，成為萬侍帝國不可分割的戰力，其中以九頭神龍男壓倒性得力量最為強大，因此龍男的名字傳遍全國，還有打贏龍男的唯一男人坊屋春道的名字也成為傳說。前身是萬侍帝國次高行政會的九頭龍會，其初代會長正是初代萬侍帝國副總長九頭神龍男。
初代會長：九頭神龍男
與安田泰男同齡。
副會長：敏男
幹部：極惡兄弟
兄下地幸太郎與弟下地福太郎，被龍男擊敗後，應邀進九頭神會。
第二代會長：甲上年男
與花澤三郎同齡。
幹部：蛭子幸一

#### 第三代萬侍卍帝國
擁有從北海道到九州共２４個支部。
江戶川會
萬侍總長木村政道所率領會，也就是萬侍帝國的最高行政會。原是次高行政會。
總長：木村政道
與月島 花同齡。現在已很少親自出馬，除非是相當麻煩的大事，才會有所行動。
九頭虎會
萬侍副總長谷 義友所率領會，也就是萬侍帝國的次高行政會。原是最高行政會。
副總長：谷 義友
現在已很少親自出馬，除非是相當麻煩的大事，才會有所行動。得知戶亞留市最強六人到東京與萬侍帝國七人會爭鬥，告知不可外揚。遭藤代拓海威脅，為總長人身安全，命大黑　仁馬上對別働隊下令撤退。
別働隊
是江戶川會的直屬部隊，有著監督整個萬侍帝國的重任。
隊長：大黑　仁
受谷　義友命令，下令別働隊撤退。
野崎一哉
萬侍帝國七人會與戶亞留市最強六人對決進行到第四戰，他才從在決鬥現場人的口中得知此事，並相當憤怒，並召集所有人集合。且說若萬侍帝國七人會被擊敗，戶亞留市最強六人也別想活著回去。
的場知春
益田會
與比留間　全斗　首東　織田健　金城　九頭神會並列萬侍帝國第三行政會。原隸屬十文字會已解散。
會長：井上辰巳
萬侍帝國七人會之一。得知Double Head Dragon　屍　黑門　白龍　武龍　川內　江之本　名越　蓮條　神城　池島　南　川久保　火浦會，赴戶亞留市都被全滅後，提出七人會親自出動，且不帶兵隊，個別向戶亞留市六個組織與安生市一個組織的頭目出手，語畢，戶亞留市最強六人已登門造訪，要與萬侍帝國七人會做了斷。在東京與戶亞留市最強六人對決，作為第四個上陣對上櫻田朝雄，獲勝。
比留間會
與益田　全斗　首東　織田健　金城　九頭神會並列萬侍帝國第三行政會。正以極快速度往上爬，是現在氣勢最盛的會。原隸屬首東　織田健會。
會長：比留間有志
萬侍帝國七人會之一。與池島兄弟從小就是朋友，一起鍾景著萬侍帝國，之後加入萬侍帝國，創建組會，流血戰鬥，一直以萬侍帝國最強！全國制霸為目標奮鬥著。是個遇事容易被激怒，沖昏頭以至於看不清周遭狀況，但他對同伴對萬侍帝國的執念比任何人都強，是個率直的男人。得知池島會被全滅的消息，相當震怒。事後，私自一人到戶亞留市。對上安生市最強男人前川宗春打成平手。事後致電給名越會長張替秀樹，告知不可輕敵。
副會長：歌川　豪
告知說這次要小心謹慎。因比留間有志私自行動，他被蛭子幸一教訓一頓，說為何沒看好比留間有志。
幹部：加地田
極力提醒比留間有志會長不能輕敵。
全斗會
與益田　比留間　首東　織田健　金城　九頭神會並列萬侍帝國第三行政會。原隸屬金城　（和銅會已解散）。
會長：火口周次
萬侍帝國七人會之一。在Double Head Dragon　屍　池島　南　川內會都被全滅後，下令全員出動，並將戶亞留市連根拔起。在東京與戶亞留市最強六人對決，作為第五個上陣對上天地　壽，最後被天地　壽擊敗。
首東會
與益田　比留間　全斗　織田健　金城　九頭神會並列萬侍帝國第三行政會。原與織田健　金城　（和銅會已解散）並列第三行政會。
會長：中野一成
萬侍帝國七人會之一。在東京與戶亞留市最強六人對決，作為第三個上陣對上世良直樹，因世良直樹擊敗伊丹亮介時，右手已有傷在身，他攻擊世良直樹傷口獲勝。事後他也說若不是世良直樹已受傷，敗北的將會是他。
織田健會
與益田　比留間　全斗　首東　金城　九頭神會並列萬侍帝國第三行政會。原與首東　金城　（和銅會已解散）並列第三行政會。
會長：柴木正美
萬侍帝國七人會之一。通稱怪力柴木。中等學校三年級時，在澀谷大鬧，動員六名警察都沒能制伏的男人。在東京與戶亞留市最強六人對決，作為第一個上陣對上月島　花，被強力上勾拳擊中後昏倒，敗給月島　花。醒來時，阿南芳樹剛好被抬出來送醫。
金城會
與益田　比留間　全斗　首東　織田健　九頭神會並列萬侍帝國第三行政會。原與首東　織田健　（和銅會已解散）並列第三行政會。
會長：阿南芳樹
萬侍帝國七人會之一。經過無數次慘烈戰鬥，才拚得現今地位的男人。在東京與戶亞留市最強六人對決，作為第二個上陣對上月本光政，被強力飛踢踹中後昏倒送醫，敗給月本光政。
九頭神會
與益田　比留間　全斗　首東　織田健　金城會並列萬侍帝國第三行政會。被譽為第一武鬥派。初代會長九頭神龍男與第二代會長甲上年男都已經隱退，但他們的精神繼承下來，人數雖少，可絕對是最危險的一個會。原隸屬全斗會。
第三代會長：蛭子幸一
萬侍帝國七人會之一。與月島　花同齡。他就讀的天善高等學校是一所聚集神奈川 東京一帶不良少年，而他在二年級就當上天善高等學校老大，並成為九頭神會第三代會長。外號貝斯克。被譽為萬侍帝國最強男人。正好找到比留間有志，也遇到前來向比留間有志挑釁的姬川敬，而一拳就將姬川敬幹掉。得知比留間有志獨自一人到戶亞留市後，也打算親自走一趟。看到月島　花擊敗柴木正美，使他想起初代會長九頭神龍男唯一敗北的一站，就是被鈴蘭男子高等學校坊屋春道擊敗。在東京與戶亞留市最強六人對決，作為第六個上陣對上村田將五，獲勝。最後到戶亞留市將月島 花擊敗，此戰過後與月島　花成為好友。
火浦會
隸屬益田會。到戶亞留市，最後被鳳仙學園高等學校全滅。
會長：百田一博
率眾前往戶亞留市要攻擊第七代武裝戰線與E.M.O.D，最後被三國勇京擊敗。
川久保會
隸屬益田會。到戶亞留市，最後被第七代武裝戰線　E.M.O.D　第二代斬愧之虎聯軍全滅。原隸屬水川會已解散。
會長：谷田部昌久
率眾前往戶亞留市要攻擊第七代武裝戰線與E.M.O.D，最後被遠山常雄擊敗。
南　會
隸屬比留間會。到戶亞留市，最後被百河川南高等學校全滅。原隸屬鈴連會已解散。
會長：矢澤廣將
池島會被全滅後，被派去調查第七代武裝戰線與E.M.O.D。他底下的人去向人打探第七代武裝戰線的下落，結果遇到世良直樹，因他看世良直樹不順眼，將世良直樹圍毆至送進醫院。事後，被前來報仇的櫻田朝雄給擊敗。
和樹
報告已調查出第二代斬愧之虎已與第七代武裝戰線和E.M.O.D結盟。
池島會
隸屬比留間會。由有極惡兄弟之稱的池島兄弟，兄：池島長次　弟：池島次雄所率領會。共有８６名成員。到戶亞留市，最後被第七代武裝戰線與E.M.O.D全滅。
會長：池島長次
屍與Double Head Dragon會被全滅，並收到戰書。隔天率領８６名成員赴戰。最後被村田將五擊敗。
副會長：池島次雄
最後被前川宗春擊敗。
軍師：肖恩
回報屍與Double Head Dragon會被全滅的消息給池島兄弟。並在自家門上收到第七代武裝戰線與E.M.O.D向池島會所下的戰書。對於這場戰役他感到相當不安，然而現實卻忽是他的擔憂。被全滅後，回報說這次的敵人絕對不能以輕是的態度對付。
幹部：折原
擅長打架。最後被奈良　明幹掉。
幹部：大隅
擅長打架。最後被佐佐木春幹掉。
幹部：船井
擅長打架。最後被座黑亞希幹掉。
神城會
隸屬全斗會。到戶亞留市，最後被鈴蘭男子高等學校全滅。
會長：椎野史直
率眾到戶亞留市，並混進鈴蘭男子高等學校，最後被迫田武文擊敗。
蓮條會
隸屬全斗會。到戶亞留市，最後被天地軍團全滅。
會長：上關公明
率眾前往戶亞留市要攻擊第七代武裝戰線與E.M.O.D，最後被天地　壽擊敗。
名越會
隸屬首東會。到戶亞留市，最後被第七代武裝戰線　E.M.O.D　第二代斬愧之虎聯軍全滅。
會長：張替秀樹
率眾前往戶亞留市要攻擊第七代武裝戰線與E.M.O.D，最後被奈良　明擊敗。
江之本會
隸屬首東會。到戶亞留市，最後被鈴蘭男子高等學校全滅。原隸屬比留間會。
會長：濱登志男
率眾到戶亞留市，並混進鈴蘭男子高等學校，最後被大善　努擊敗。
川內會
隸屬織田健會。到戶亞留市，最後被天地軍團全滅。
會長：中森昇治
池島會被全滅後，被派去調查第七代武裝戰線與E.M.O.D。他底下的人去向人打探第七代武裝戰線的下落，結果遇到室戶康明與賀川和也被痛毆，但隨後一群人也將室戶康明與賀川和也圍毆倒地。事後，被前來報仇的天地　壽給擊敗，並送進醫院。
武龍會
隸屬織田健會。到戶亞留市，最後被鈴蘭男子高等學校全滅。
會長：幸島　純
他在萬侍帝國的實力除總長與副總長外，應就僅次於九頭神會長，體格高大壯碩，實力非常強悍。率眾到戶亞留市，並混進鈴蘭男子高等學校，幹掉福山浩二與赤池勇次，最後被月島　花一口氣舉起仍出去敗北。
壽一
在Double Head Dragon　屍　黑門　白龍　武龍　川內　江之本　名越　蓮條　神城　池島　南　川久保　火浦會，赴戶亞留市都被全滅後，回來向萬侍帝國七人會報告此事，並提供戶亞留市各組織頭目資訊。
白龍會
隸屬金城會。到戶亞留市，最後被鳳仙學園高等學校全滅。
會長：鈴木智光
率眾前往戶亞留市要攻擊第七代武裝戰線與E.M.O.D，最後被月本光法擊敗。
黑門會
隸屬金城會。到戶亞留市，最後被百合川南與河田第二高等學校全滅。
會長：伊丹亮介
率眾前往戶亞留市要攻擊第七代武裝戰線與E.M.O.D，最後被世良直樹擊敗。
屍會
隸屬池島會。最後被第七代武裝戰線全滅。
會長：江波泰弘
下令抓第七代武裝戰線的人，卻反掉入第七代武裝戰線的陷阱。
Double Head Dragon會
隸屬池島會。最後被E.M.O.D全滅。
會長：美川利實
下令襲擊E.M.O.D，在被擊敗後，通報池島會。
副會長：平田和彥
夜裡帶一票人襲擊E.M.O.D，卻被打得半死並送進醫院。

#### 八州聯合
北關東一帶最大組織。
多摩支部
支部長：長澤真巳
作為戶亞留市最強六人與萬侍帝國七人會決鬥見證人。

#### 第八代錢屋一家
以大阪天王寺作為本部，擁有九個支部的名門組織。就連萬侍帝國也不能輕易動手的強大組織。
總長：原　直人
副總長：小川研次
兼任第一支部長，通稱匕首研。與第四代武裝戰線副頭目村田十三為結拜兄弟。
第九支部長：曾子拓郎
小川研次的右手級人物，但因私下吸收第四代狂屋，遭小川研次痛打一頓。

#### 第九代錢屋一家
總長：佐侖惠一
與萬侍帝國第二代總長伊能秀次郎為結拜兄弟。
副總長：樋渡　敬
左眼看不見。領著菊谷修次及時阻止鶴岡組幹部吉成與第六代武裝戰線衝突。
菊谷組：
組長：菊谷修次
與副總長樋渡　敬，去武裝戰線地盤阻止衝突。
幹部：小川千春
第八代錢屋副總長小川研次的表弟，因毆打支部長，而至武裝戰線區域避風頭，要回大阪前找月島　花幹架，但敗北。之後成為第十代錢屋一家第一支部的支部長。
定島弘健
與小川千春同一支部，小川千春的跟班。
鶴岡組：
組長：鶴岡
遭剛進菊谷組的小川千春拿煙灰缸痛毆。事後主動向總長請辭。
幹部：吉成
至武裝戰線地盤，找小川千春，與河內鐵生及清廣巳義談判，差點爆發衝突。
八代組
本多組
矢澤組

### 梅星組
梅星兄弟
從國中時代就很出名，初進鈴蘭男子高等學校就幹掉當時最大鈴蘭最大幫派領袖黑，並用一年時間抵擋擊破二 三年級，自行創立梅星組。二年級時就在鈴蘭形成強悍勢力。但在統一鈴蘭前夕梅星兄弟分裂。
梅星政成
梅星兄組頭目。
梅星靖司
梅星弟組頭目。
帝·尼洛
屋代敬二
梅星兄弟的高中同學，梅星組幹部。二年級成為梅星兄組副頭目。畢業後，到廣島的玩具店工作。多年後，回戶亞留市拜訪梅星兄弟，碰上富永寅之助。
雄森
梅星兄弟的高中同學，梅星組幹部。二年級成為梅星弟組副頭目。畢業後，做長途貨車司機，且當了五個孩子的爹。
青木
梅星兄弟小一屆的學弟，
杉本哲太
C班的，一年級時，向二年級的梅星靖司挑戰被打到送醫院。出院後加入梅星組。
松岡南充
梅星兄弟小一屆的學弟。畢業後，到東京開小吃店。
上野：被鳳仙的人打到住院
江藤：被鳳仙的人打到住院

### 與梅星組同時期的鳳仙
二借堂卓也
二年級轉入鳳仙並組織派閥與三年級的知念龍太郎爭奪鳳仙王座，一統鳳仙後，隨即在梅星兄弟三年級時，開始攻擊鈴蘭。還持鐵棒前去偷襲梅星政成，最後被前來相救的梅星靖司一拳擊倒。
知念龍太郎
鳳仙的頭目。之後被二借堂卓也偷襲擊敗。

### 其他相關人物
武藤 伸

## 衍生作品
- 《CROWS ZERO（日语：クローズZERO）》：原為高橋弘專為2007年的電影《漂丿男子漢》創作的全新原創故事，劇情設定為原作《CROWS（日语：クローズ）》的前傳，之後衍生前傳系列[7]。

## 外部連結
- クローズ×ワースト公式サイト （页面存档备份，存于）- 手機官方網站
- 高橋弘FUN （页面存档备份，存于）